# Liste von Städten mit Straßenbahnen

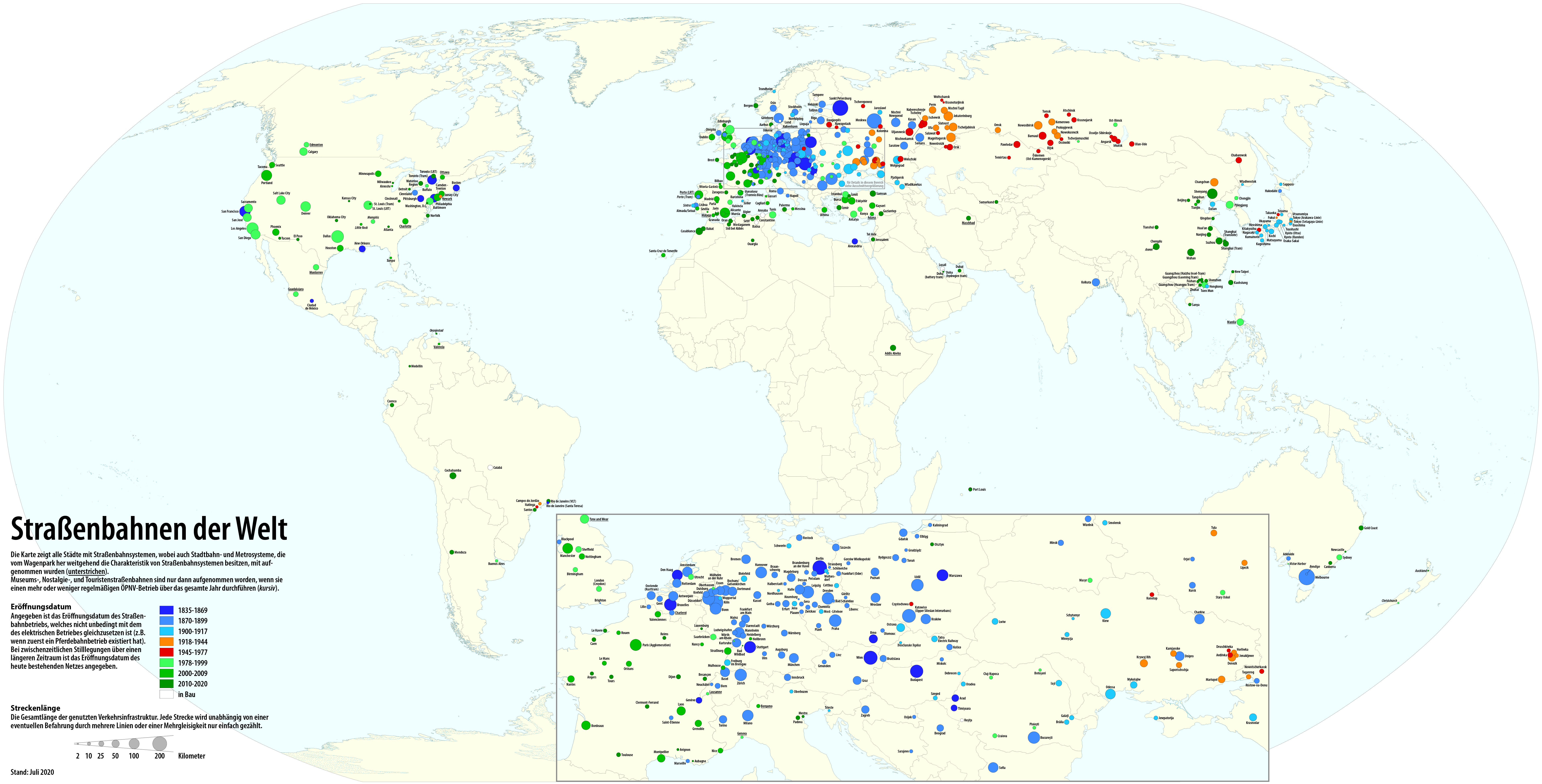
Straßenbahnbetriebe weltweit

Diese globale Liste von Städten mit Straßenbahnen führt alle Städte mit bestehenden Straßenbahnsystemen auf. Solche gibt es in 56 Staaten. Aufgeführt werden die aktuelle Spurweite und das ursprüngliche Eröffnungsdatum (gegebenenfalls als Pferde-, Benzol-, Gas-, Kabel-, Dampfstraßenbahn) – also nicht unbedingt das Eröffnungsdatum des elektrischen Betriebes.
Bei zwischenzeitlichen Stilllegungen über mehrere Jahrzehnte ist das Eröffnungsdatum des heute bestehenden Netzes angegeben.
Es sind die Städte mit Verwaltungssitz des Straßenbahnbetriebes aufgeführt. Bei Gesellschaften, die mehrere voneinander unabhängige Straßenbahnnetze betreiben, wird die größte Stadt des jeweiligen Netzes genannt. Museums-, Nostalgie- und Touristenstraßenbahnen sind nicht aufgenommen worden. Die folgende Liste ist nach Ländern und Städten in den heute gültigen Grenzen und deren Bezeichnungen gegliedert.
AfrikaÄgypten – Äthiopien – Algerien – Marokko – Mauritius – Tunesien
AsienChina – Indien – Israel – Japan – Kasachstan – Katar – Nordkorea – Taiwan – Türkei – Usbekistan – Vereinigte Arabische Emirate
Australien und OzeanienAustralien
EuropaBelarus – Belgien – Bosnien und Herzegowina – Bulgarien – Dänemark – Deutschland – Estland – Finnland – Frankreich – Griechenland – Großbritannien – Irland – Isle of Man – Italien – Kroatien – Lettland – Luxemburg – Niederlande – Norwegen – Österreich – Polen – Portugal – Rumänien – Russland – Schweden – Schweiz – Serbien – Slowakei – Spanien – Tschechien – Ukraine – Ungarn
NordamerikaKanada – Mexiko – Vereinigte Staaten
SüdamerikaArgentinien – Aruba – Bolivien – Brasilien – Ecuador

## Afrika

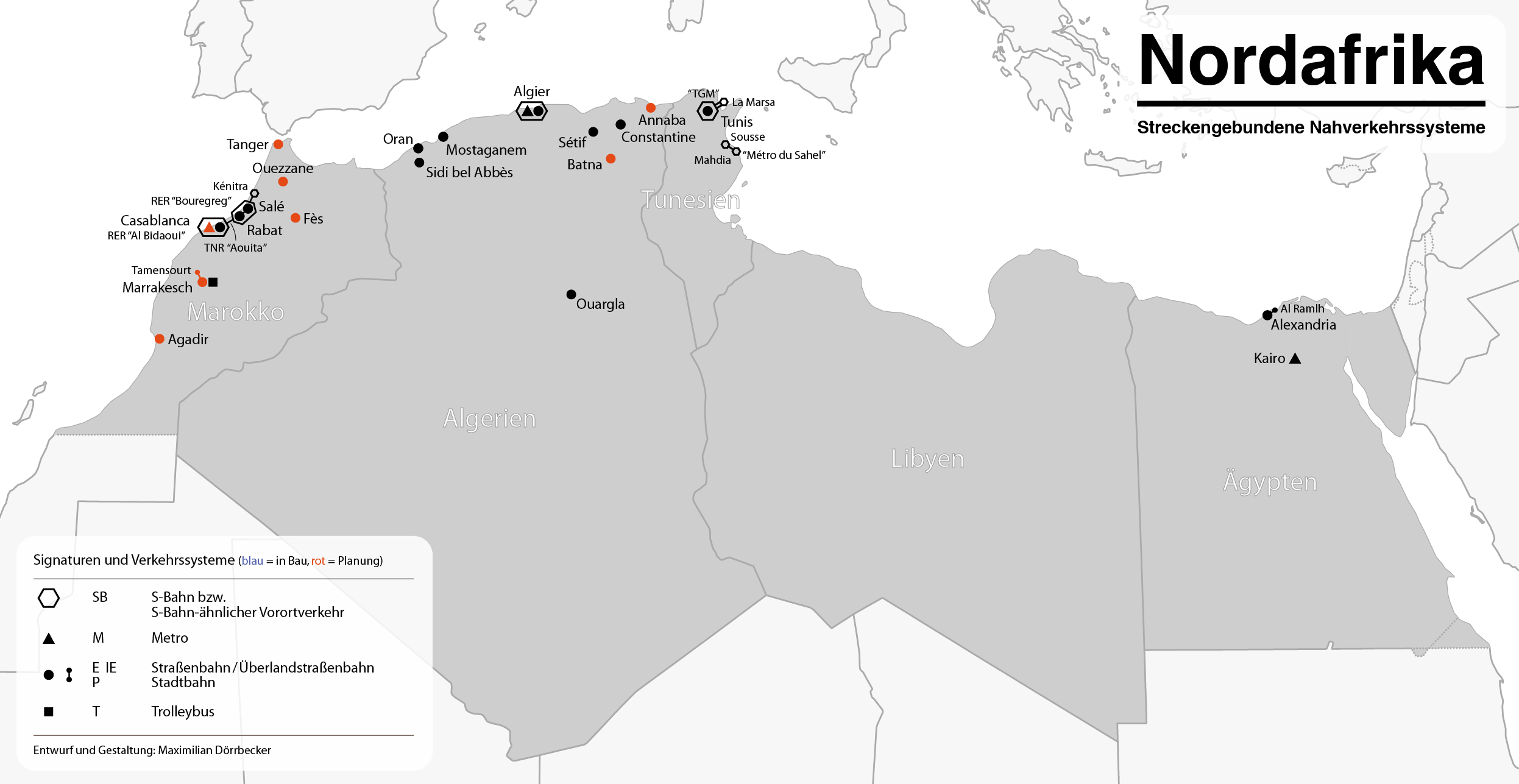
ÖPNV in Nordafrika

### Ägypten
| Ort                          | Spurweite mm | Länge km | Eröffnung    | Betreiber- gesellschaft | Artikel                | Bemerkung |
| ---------------------------- | ------------ | -------- | ------------ | ----------------------- | ---------------------- | --------- |
| al-Iskandariyya (Alexandria) | 1435         | 32       | 8. Jan. 1863 | A.P.T.A.                | Straßenbahn Alexandria |           |

Weitere (ehemalige) Betriebe: Liste von Straßenbahnen in Afrika#Ägypten

### Äthiopien
| Ort         | Spurweite mm | Länge km | Eröffnung     | Betreiber- gesellschaft                          | Artikel               | Bemerkung |
| ----------- | ------------ | -------- | ------------- | ------------------------------------------------ | --------------------- | --------- |
| Addis Abeba | 1435         | 31,6     | 20. Sep. 2015 | Ethiopian Railway Corporation and Shenzhen Metro | Stadtbahn Addis Abeba |           |

### Algerien
| Ort            | Spurweite mm | Länge km | Eröffnung     | Betreiber- gesellschaft | Artikel                    | Bemerkung |
| -------------- | ------------ | -------- | ------------- | ----------------------- | -------------------------- | --------- |
| Algier         | 1435         | 16,2     | 8. Mai 2011   | ETUSA                   | Straßenbahn Algier         |           |
| Annaba         | 1435         | 21,7     | ?             |                         |                            | im Bau.   |
| Batna          | 1435         | 15,5     | ?             |                         |                            |           |
| Constantine    | 1435         | 18,5     | 4. Juli 2013  | Setram (RATP)           | Straßenbahn Constantine    |           |
| Mostaganem     | 1435         | 14       | 18. Feb 2023  |                         | Straßenbahn Mostaganem     |           |
| Oran           | 1435         | 18       | 1. Mai 2013   | Setram (RATP)           | Straßenbahn Oran           |           |
| Ouargla        | 1435         | 9,7      | 20. Mrz. 2018 |                         | Straßenbahn Ouargla        |           |
| Sétif          | 1435         | 14,7     | 8. Mai 2018   |                         | Straßenbahn Sétif          |           |
| Sidi bel Abbès | 1435         | 14       | 25. Juli 2017 |                         | Straßenbahn Sidi bel Abbès |           |

Weitere (ehemalige) Betriebe: Liste von Straßenbahnen in Afrika#Algerien

### Marokko
| Ort            | Spurweite mm | Länge km | Eröffnung     | Betreiber- gesellschaft | Artikel                | Bemerkung |
| -------------- | ------------ | -------- | ------------- | ----------------------- | ---------------------- | --------- |
| Casablanca     | 1435         | 72,6     | 12. Dez. 2012 | Casa Tram               | Straßenbahn Casablanca |           |
| Rabat und Salé | 1435         | 26       | 23. Mai 2011  | Veolia Transdev         | Straßenbahn Rabat-Salé |           |

Weitere (ehemalige) Betriebe: Liste von Straßenbahnen in Afrika#Marokko

### Mauritius
| Ort        | Spurweite mm | Länge km | Eröffnung     | Betreiber- gesellschaft | Artikel                   | Bemerkung |
| ---------- | ------------ | -------- | ------------- | ----------------------- | ------------------------- | --------- |
| Port Louis | 1435         | 28,9     | 10. Jan. 2020 | Metro Express           | Metro Express (Mauritius) |           |

### Tunesien
| Ort   | Spurweite mm | Länge km | Eröffnung     | Betreiber- gesellschaft | Artikel         | Bemerkung |
| ----- | ------------ | -------- | ------------- | ----------------------- | --------------- | --------- |
| Tunis | 1435         | 45       | 15. Sep. 1985 | Transtu                 | Stadtbahn Tunis |           |

Weitere (ehemalige) Betriebe: Liste von Straßenbahnen in Afrika#Tunesien

## Asien

### China
| Ort              | Spurweite mm | Länge km | Eröffnung         | Betreiber- gesellschaft         | Artikel                      | Bemerkung                                                                                                 |
| ---------------- | ------------ | -------- | ----------------- | ------------------------------- | ---------------------------- | --- |
| Peking           | 1435         | 8,8      | 30. Dez. 2017     |                                 | U-Bahn Peking#Straßenbahn    | Western Suburban Line                                                                                     |
| Peking           | 1435         | 11,9     | 31. Dez. 2020     |                                 | U-Bahn Peking#Straßenbahn    | Yizhuang Modern Tram                                                                                      |
| Changchun        | 1435         | 12,6     | 1941              |                                 | U-Bahn Changchun#Straßenbahn | Straßenbahn                                                                                               |
| Changchun        | 1435         | 68,4     | 30. Okt. 2002     |                                 | U-Bahn Changchun             | Stadtbahn                                                                                                 |
| Chengdu          | 1435         | 39,3     | 26. Dez. 2018     |                                 |                              | |
| Dalian           | 1435         | 23,4     | 1909              |                                 |                              | |
| Dujiangyan       | 1435         | 17,2     | 15. Mai 2024      |                                 |                              | |
| Foshan           | 1435         | 6,6      | 30. Dez. 2019     |                                 | Foshan Metro#Straßenbahn     | Gaoming-Straßenbahn                                                                                       |
| Foshan           | 1435         | 14,4     | 18. Aug. 2021     |                                 | Foshan Metro#Straßenbahn     | |
| Guangzhou        | 1435         | 7,7      | 31. Dez. 2014     |                                 |                              | Haizhu-Insel-Straßenbahn                                                                                  |
| Guangzhou        | 1435         | 19,2     | 1. Jul. 2020      |                                 |                              | Huangpu-Straßenbahn                                                                                       |
| Jiaxing          | 1435         | 13,6     | 25. Juni 2021     |                                 |                              | |
| Hongkong         | 1067         | 49,2     | 30. Juli 1904     | Wharf Transport Investments Ltd | Hong Kong Tramways           | |
| Huai’an          | 1435         | 20,3     | 28. Dez. 2015     |                                 |                              | fährt mit Superkapazitoren, kurze Oberleitungsabschnitte zum Aufladen finden sich nur an den Haltestellen |
| Huangshi         | 1435         | 26,9     | 28. Dezember 2022 |                                 |                              | Stromversorgung mit Superkondensatoren, ein 1,5 Kilometer langer Tunnel                                   |
| Mengzi           | 1435         | 13       | 1. Okt. 2020      |                                 |                              | Oberleitungslos                                                                                           |
| Nanjing          | 1435         | 16,7     | 1. Aug. 2014      |                                 |                              | |
| Sanya            | 1435         | 8,4      | 10. Okt. 2020     |                                 |                              | |
| Shanghai         | 1435         | 30,5     | 26. Dez. 2018     |                                 |                              | |
| Shenyang         | 1435         |          | 15. Sep. 2013     |                                 |                              | Testbetrieb ab 1. August 2013                                                                             |
| Shenzhen         | 1435         | 11,3     | 28. Okt. 2017     |                                 | Straßenbahn Shenzhen         | |
| Suzhou (Jiangsu) | 1435         | 42,9     | 26. Okt. 2014     |                                 |                              | |
| Qiubei           | 1435         | 14       | 15. Mai 2021      |                                 | Straßenbahn Wenshan          | |
| Tianshui         | 1435         | 29,8     | 1. Mai 2020       |                                 |                              | |
| Tuen Mun         | 1435         |          | 17. Sep. 1988     |                                 |                              | |
| Wuhan            | 1435         | 48,9     | 18. Juli 2017     |                                 | Straßenbahn Wuhan            | |

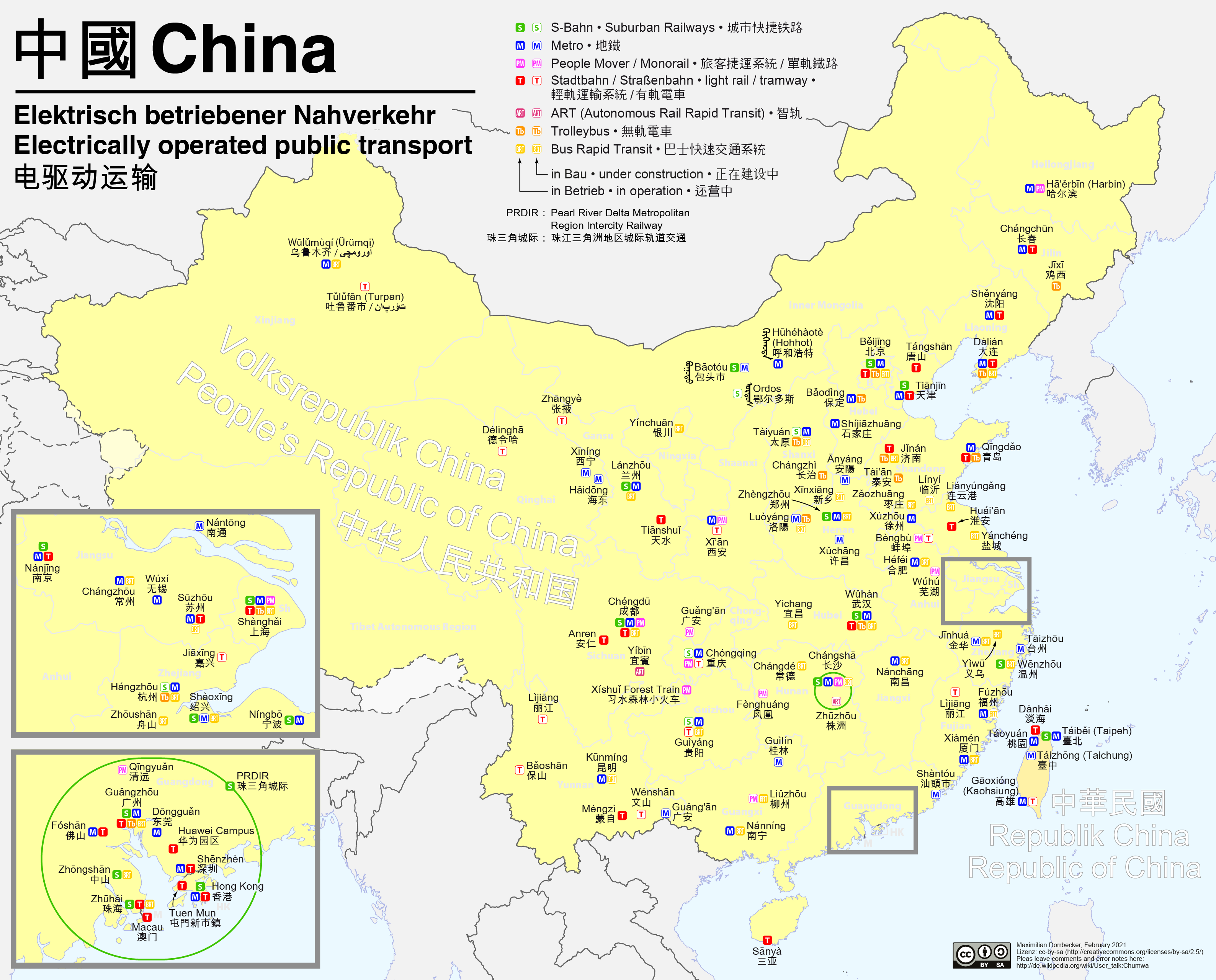
ÖPNV in China

Weitere (ehemalige) Betriebe: Liste von Straßenbahnen in Asien#China

### Indien
| Ort     | Spurweite mm | Länge km | Eröffnung     | Betreiber- gesellschaft                      | Artikel | Bemerkung |
| ------- | ------------ | -------- | ------------- | -------------------------------------------- | ------- | --------- |
| Kolkata | 1435         | 57       | 24. Feb. 1873 | The Calcutta Tramways Company (1978) Limited |         |           |

Weitere (ehemalige) Betriebe: Liste von Straßenbahnen in Asien#Indien

### Israel
| Ort       | Spurweite mm | Länge km | Eröffnung     | Betreiber- gesellschaft                   | Artikel             | Bemerkung              |
| --------- | ------------ | -------- | ------------- | ----------------------------------------- | ------------------- | ---------------------- |
| Tel Aviv  | 1435         | 24       | 18. Aug. 2023 | NTA Metropolitan Mass Transit System Ltd. | Stadtbahn Tel Aviv  | Davon 12 km im Tunnel. |
| Jerusalem | 1435         | 20,7     | 19. Aug. 2011 | CityPass                                  | Stadtbahn Jerusalem |                        |

### Japan
| Ort             | Spurweite mm | Länge km | Eröffnung     | Zahl der Fahrzeuge | Betreiber- gesellschaft           | Artikel                              | Bemerkung                                                                                                  |
| --------------- | ------------ | -------- | ------------- | ------------------ | --------------------------------- | ------------------------------------ | --- |
| Enoshima        | 1067         | 10,0     | 1. Sep. 1902  | 26                 | Enoshima Dentetsu                 | Enoshima-Dentetsu-Linie              | Nach dem Japanischen Eisenbahngesetz nicht als Straßenbahn, sondern als normale Eisenbahn eingeordnet.     |
| Fukui           | 1067         | 3,3      | 23. Feb. 1924 | 17                 | Fukui Tetsudō                     |                                      | |
| Hakodate        | 1372         | 10,9     | 12. Dez. 1897 | 39                 | Städtisches Verkehrsamt Hakodate  | Straßenbahn Hakodate                 | |
| Hiroshima       | 1435         | 20       | 23. Nov. 1912 | 334                | Hiroshima Dentetsu                | Straßenbahn Hiroshima                | |
| Kagoshima       | 1435         | 13,1     | 1. Dez. 1912  | 52                 | Städtisches Verkehrsamt Kagoshima | Straßenbahn Kagoshima                | |
| Kōchi           | 1067         | 25,3     | 30. Apr. 1904 |                    | Tosa Denki Tetsudō                | Straßenbahn Kōchi                    | |
| Kumamoto        | 1435         | 12,1     | 20. Dez. 1907 |                    | Städtisches Verkehrsamt Kumamoto  | Straßenbahn Kumamoto                 | |
| Ukyō-ku (Kyōto) | 1435         | 7,2      | 25. Mrz. 1910 |                    | Keifuku Denki Tetsudō             |                                      | |
| Matsuyama       | 1067         | 9,6      | 8. Aug. 1911  |                    | Iyo Tetsudō                       | Straßenbahn Matsuyama                | |
| Nagasaki        | 1435         | 11,5     | 16. Nov. 1915 |                    | Nagasaki Dentetsu                 | Straßenbahn Nagasaki                 | |
| Okayama         | 1067         | 4,7      | 5. Mai 1912   | 20                 | Okayama Denki Kidō                | Straßenbahn Okayama                  | |
| Osaka–Sakai     | 1435         | 18,7     | 20. Sep. 1900 | 41                 | Hankai Denki                      | Straßenbahn Osaka–Sakai              | |
| Sapporo         | 1067         | 8,4      | 1. Mai 1910   |                    | Städtisches Verkehrsamt Sapporo   | Straßenbahn Sapporo                  | |
| Takaoka, Imizu  | 1067         | 7,9      | 10. Apr. 1948 | 11                 | Man’yōsen                         |                                      | |
| Tokio           | 1372         | 12,2     | 20. Aug. 1911 |                    | Verkehrsamt der Präfektur Tokio   | Toden Arakawa-Linie                  | |
| Tokio           | 1372         | 5,0      | 18. Jan. 1925 | 8                  | Tōkyū Dentetsu                    | Setagaya-Linie                       | |
| Toyama          | 1067         | 15       | 1. Sep. 1913  |                    | Toyama Chihō Tetsudō              | Straßenbahn Toyama Toyama Light Rail | Stadtbahn im Hafengebiet am 29. Apr. 2006 isoliert eröffnet, seit 21. März 2020 in Hauptnetz eingegliedert |
| Utsunomiya      | 1067         | 14,6     | 26. Aug. 2023 |                    | Lightline                         | Stadtbahn Utsunomiya                 | |

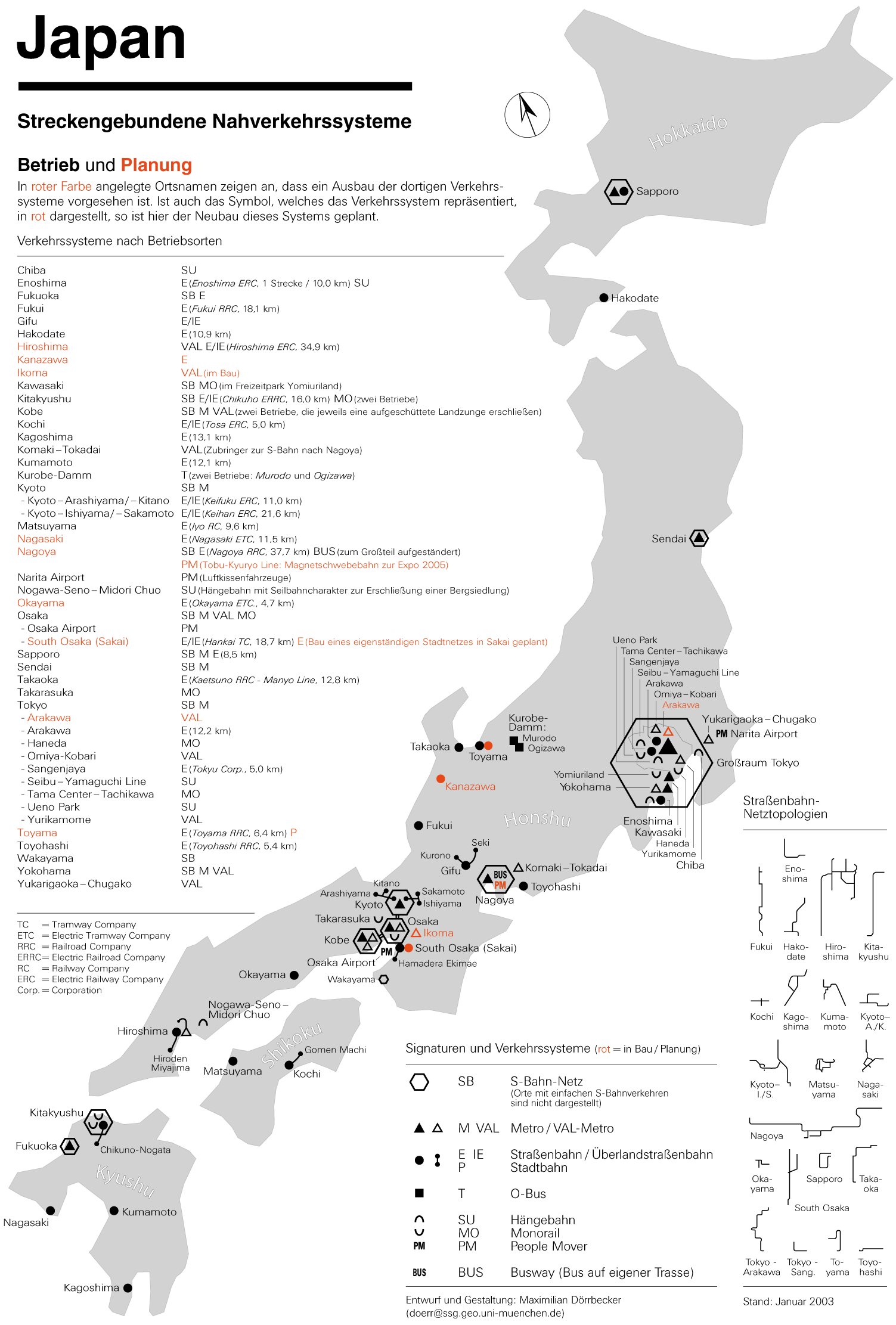
ÖPNV in Japan

Weitere (ehemalige) Straßenbahnbetriebe: Liste von Straßenbahnen in Asien#Japan

### Kasachstan
| Ort                       | Spurweite mm | Länge km | Eröffnung     | Betreiber- gesellschaft | Artikel | Bemerkung |
| ------------------------- | ------------ | -------- | ------------- | ----------------------- | ------- | --------- |
| Öskemen (Ust-Kamenogorsk) | 1524         | 14,5     | 6. Nov. 1959  |                         |         |           |
| Pawlodar                  | 1524         | 43       | 18. Okt. 1965 |                         |         |           |
| Temirtau                  | 1524         | 11       | 5. Sep. 1959  |                         |         |           |

Weitere (ehemalige) Straßenbahnbetriebe: Liste von Straßenbahnen in Asien#Kasachstan

### Katar
| Ort        | Spurweite mm | Länge km | Eröffnung     | Betreiber- gesellschaft | Artikel                    | Bemerkung     |
| ---------- | ------------ | -------- | ------------- | ----------------------- | -------------------------- | ------------- |
| Ar-Rayyan  | 1435         | 11.5     | 24. Dez. 2019 |                         | Straßenbahn Education City |               |
| Doha       | 1435         | 2        | 30. Dez. 2019 |                         | Straßenbahn Doha           | Msheireb Tram |
| Ad-Daʿayan | 1435         | 16,7     | 1. Jan. 2022  |                         | Stadtbahn Lusail           | [ 2 ]         |

### Nordkorea

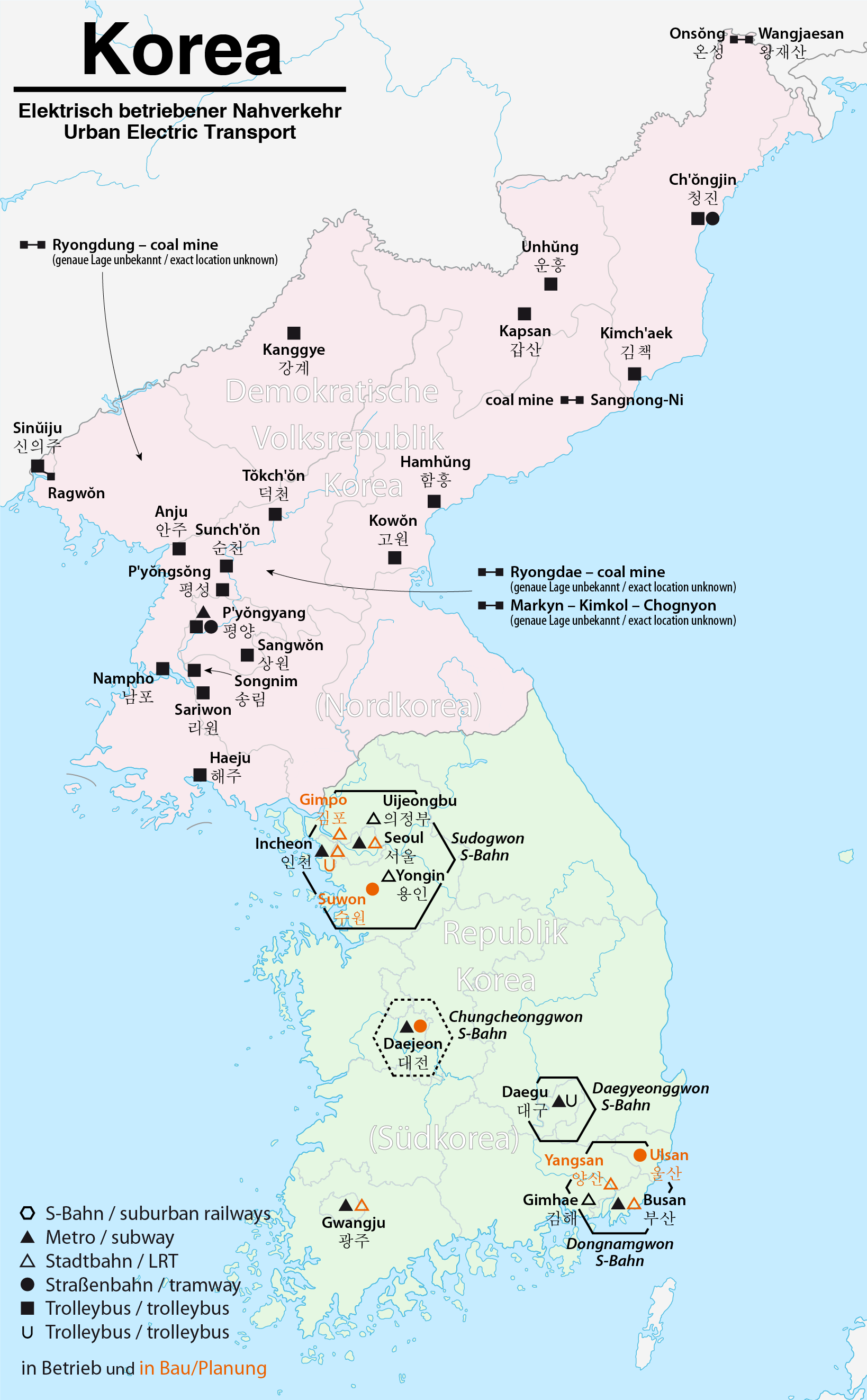
ÖPNV in Korea

| Ort       | Spurweite mm | Länge km | Eröffnung     | Betreiber- gesellschaft                | Artikel               | Bemerkung |
| --------- | ------------ | -------- | ------------- | -------------------------------------- | --------------------- | --------- |
| Ch’ŏngjin | 1435         | 13       | 21. Aug. 1999 |                                        | Straßenbahn Ch’ŏngjin |           |
| Pjöngjang | 1435         | 53,3     | 15. Apr. 1991 | Transport and Communication Commission | Straßenbahn Pjöngjang |           |
| Pjöngjang | 1000         | 53,3     | 1996          | Transport and Communication Commission | Kŭmsusan-Linie        |           |
| Wŏnsan    |              | 10,7     | 26. Juni 2025 |                                        |                       |           |

### Taiwan

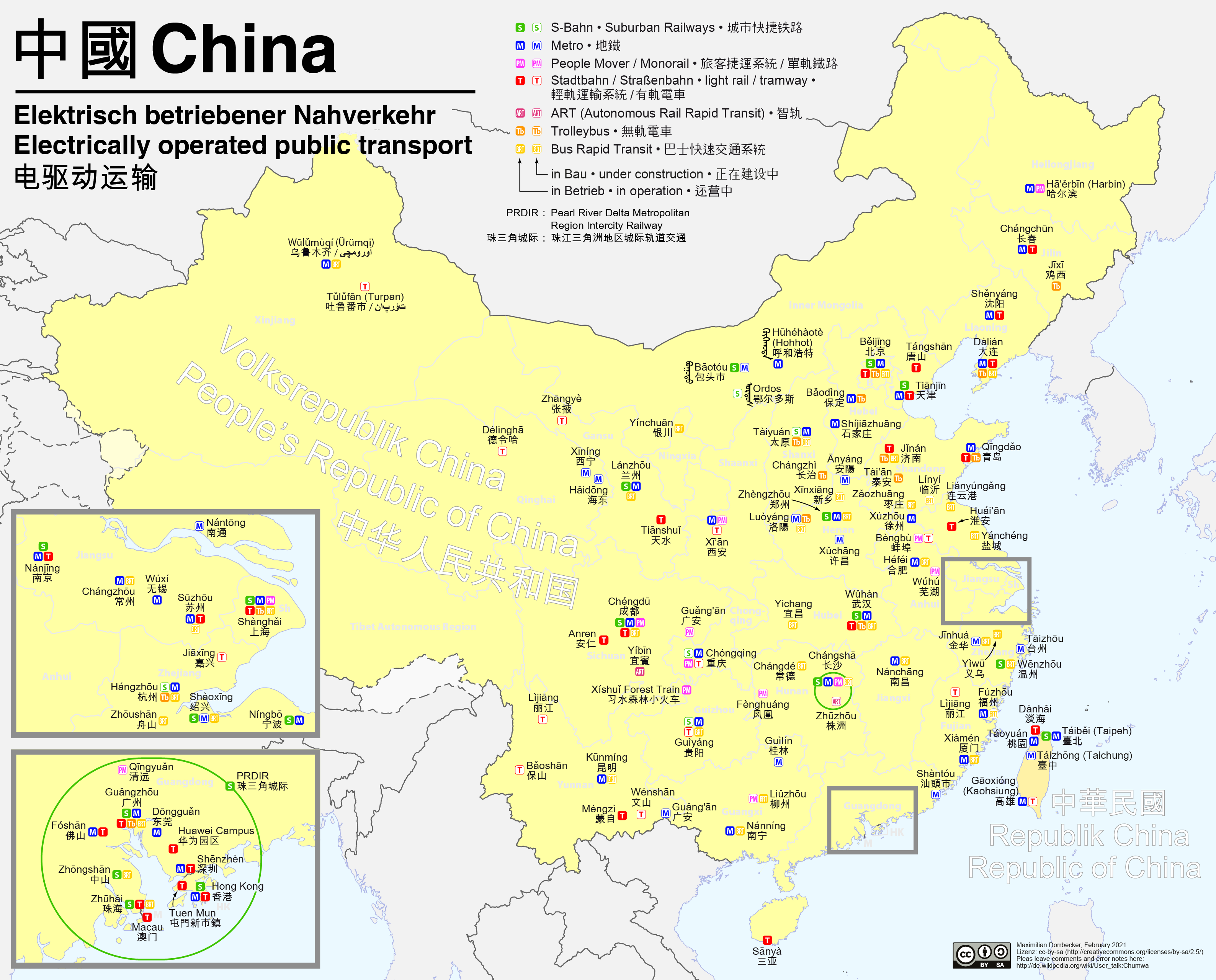
ÖPNV in China

| Ort             | Spurweite mm | Länge km | Eröffnung     | Betreiber- gesellschaft | Artikel               | Bemerkung         |
| --------------- | ------------ | -------- | ------------- | ----------------------- | --------------------- | ----------------- |
| Kaohsiung       | 1435         | 21,9     | 26. Juni 2016 |                         | Straßenbahn Kaohsiung |                   |
| New Taipei City | 1435         | 9,7      | 24. Dez. 2018 |                         |                       | Danhai Light Rail |
| New Taipei City | 1435         | 7,7      | 23. Feb. 2023 |                         |                       | Ankeng Light Rail |

### Türkei
| Ort       | Spurweite mm | Länge km | Eröffnung     | Betreiber- gesellschaft | Artikel                   | Bemerkung            |
| --------- | ------------ | -------- | ------------- | ----------------------- | ------------------------- | -------------------- |
| Antalya   | 1435         | 50,4     | 27. Feb. 1999 | Antalya Ulaşım          | Straßenbahn Antalya       |                      |
| Bursa     | 1000         | 2,2      | 28. Mai 2011  | Burulaş                 | Straßenbahn Bursa         | T3                   |
| Bursa     | 1435         | 14,1     | 12. Okt. 2013 | Burulaş                 | Straßenbahn Bursa         | T1, T2               |
| Eskişehir | 1000         | 57,2     | 24. Dez. 2004 | EsTram                  | Straßenbahn Eskişehir     |                      |
| Gaziantep | 1435         | 22       | 1. Mär. 2011  | Gaziulaş                | Straßenbahn Gaziantep     |                      |
| Izmir     | 1435         | 18,7     | 11. Apr. 2017 | İzmir Metro A. Ş.       | Straßenbahn Izmir         | Karşıyaka-Çiğli-Netz |
| Izmir     | 1435         | 12,8     | 24. Mär. 2018 | İzmir Metro A. Ş.       | Straßenbahn Izmir         | Konak-Netz           |
| İzmit     | 1435         | 13,3     | 17. Jun. 2017 | UlaşimPark              | Straßenbahn İzmit         |                      |
| Istanbul  | 1435         | 47,9     | 11. Mär. 1989 | İstanbul Ulaşım         | T1 (Tramvay Istanbul)     | T1                   |
| Istanbul  | 1000         | 47,9     | 11. Mär. 1989 | İstanbul Ulaşım         | Straßenbahn Istanbul      | T2                   |
| Istanbul  | 1000         | 47,9     | 11. Mär. 1989 | İstanbul Ulaşım         | Straßenbahn Istanbul      | T3                   |
| Istanbul  | 1435         | 47,9     | 11. Mär. 1989 | İstanbul Ulaşım         | T4 (Hafif Metro Istanbul) | T4                   |
| Istanbul  | 1435         | 47,9     | 11. Mär. 1989 | İstanbul Ulaşım         | Straßenbahn Istanbul      | T5                   |
| Kayseri   | 1435         | 45       | 1. Aug. 2009  | Kayseri Ulaşım          | Straßenbahn Kayseri       |                      |
| Konya     | 1435         | 25,4     | 28. Sep. 1992 | ATUS                    | Straßenbahn Konya         |                      |
| Samsun    | 1435         | 33,7     | 10. Okt. 2010 | Samulaş                 | Straßenbahn Samsun        |                      |

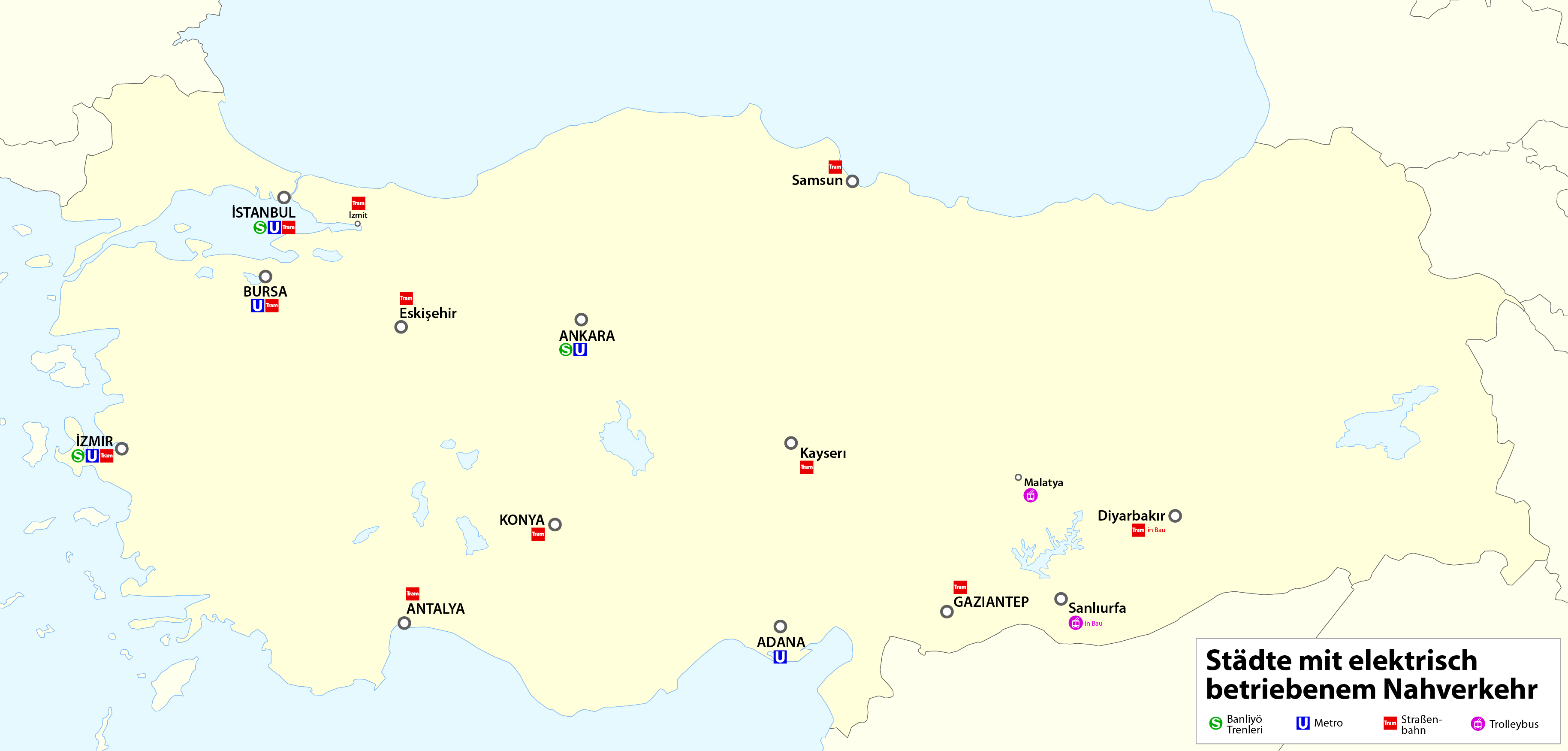
ÖPNV in der Türkei

Weitere (ehemalige) Betriebe: Liste von Straßenbahnen in Asien#Türkei

### Usbekistan
| Ort       | Spurweite mm | Länge km | Eröffnung     | Betreiber- gesellschaft | Artikel | Bemerkung |
| --------- | ------------ | -------- | ------------- | ----------------------- | ------- | --------- |
| Samarkand | 1524         | 11,4     | 15. Apr. 2017 |                         |         |           |

Weitere (ehemalige) Betriebe: Liste von Straßenbahnen in Asien#Usbekistan

### Vereinigte Arabische Emirate
| Ort   | Spurweite mm | Länge km | Eröffnung     | Betreiber- gesellschaft | Artikel           | Bemerkung |
| ----- | ------------ | -------- | ------------- | ----------------------- | ----------------- | --------- |
| Dubai | 1435         | 10,7     | 11. Nov. 2014 | Serco                   | Straßenbahn Dubai |           |

## Australien und Ozeanien

### Australien
| Ort           | Spurweite mm | Länge km | Antrieb    | Eröffnung     | Betreiber- gesellschaft             | Artikel                                 | Bemerkung              |
| ------------- | ------------ | -------- | ---------- | ------------- | ----------------------------------- | --------------------------------------- | ---------------------- |
| Adelaide      | 1435         | 16,3     | elektrisch | 10. Juni 1878 |                                     | Straßenbahn Adelaide                    |                        |
| Canberra      | 1435         | 12       | elektrisch | 20. Apr. 2019 | Canberra Metro Operations (CMET)    | Stadtbahn Canberra                      |                        |
| Gold Coast    | 1435         | 20,3     | elektrisch | 20. Juli 2014 | G:link (Keolis Downer)              | Gold Coast Light Railway                |                        |
| Melbourne     | 1435         | 250      | elektrisch | 11. Nov. 1885 | Yarra Trams (Keolis Downer)         | Straßenbahn Melbourne                   |                        |
| Newcastle     | 1435         | 2,6      | elektrisch | 17. Feb. 2019 | Newcastle Transport (Keolis Downer) | Straßenbahn Newcastle (New South Wales) |                        |
| Sydney        | 1435         | 36,7     | elektrisch | 11. Aug. 1997 | Veolia                              | Stadtbahn Sydney                        | L1–L3 (City of Sydney) |
| Sydney        | 1435         | 36,7     | elektrisch | 20. Dez. 2024 | Veolia                              | Stadtbahn Sydney                        | L4 (Parramatta City)   |
| Victor Harbor | 1600         | 1,2      | Pferde     | 14. Juni 1986 |                                     | Straßenbahn Victor Harbor               |                        |

Weitere (ehemalige) Betriebe: Liste von Straßenbahnen in Australien und Ozeanien

## Europa

### Belarus
| Ort                     | Spurweite mm | Länge km | Eröffnung     | Betreiber- gesellschaft | Artikel           | Bemerkung |
| ----------------------- | ------------ | -------- | ------------- | ----------------------- | ----------------- | --------- |
| Masyr (Mosyr)           | 1524         | 19,6     | 1. Aug. 1988  |                         |                   |           |
| Minsk                   | 1524         | 31       | 22. Mai 1892  |                         | Straßenbahn Minsk |           |
| Nawapolazk (Nowopolozk) | 1524         | 11       | 21. Mai 1974  |                         |                   |           |
| Wizebsk (Witebsk)       | 1524         | 26       | 30. Juni 1898 |                         |                   |           |

Weitere (ehemalige) Betriebe: Liste von Straßenbahnen in Europa#Belarus

### Belgien
| Ort                     | Spurweite mm | Länge km | Eröffnung      | Betreiber- gesellschaft | Artikel               | Bemerkung                     |
| ----------------------- | ------------ | -------- | -------------- | ----------------------- | --------------------- | ----------------------------- |
| Antwerpen               | 1000         | 88,4     | 25. Mai 1873   | De Lijn                 | Straßenbahn Antwerpen | siehe auch Premetro Antwerpen |
| Brüssel                 | 1435         | 149,3    | 1. Mai 1869    | STIB/MIVB               | Straßenbahn Brüssel   | siehe auch Premetro Brüssel   |
| Charleroi               | 1000         | 25       | 3. Juni 1887   | TEC                     | Stadtbahn Charleroi   |                               |
| Gent                    | 1000         | 32       | 24. Mai 1874   | De Lijn                 | Straßenbahn Gent      |                               |
| Knokke–Ostende–De Panne | 1000         | 68       | 5. Juli 1885   | De Lijn                 | Kusttram              |                               |
| Lüttich                 | 1435         | 11,7     | 28. April 2025 | TEC                     | Straßenbahn Lüttich   |                               |

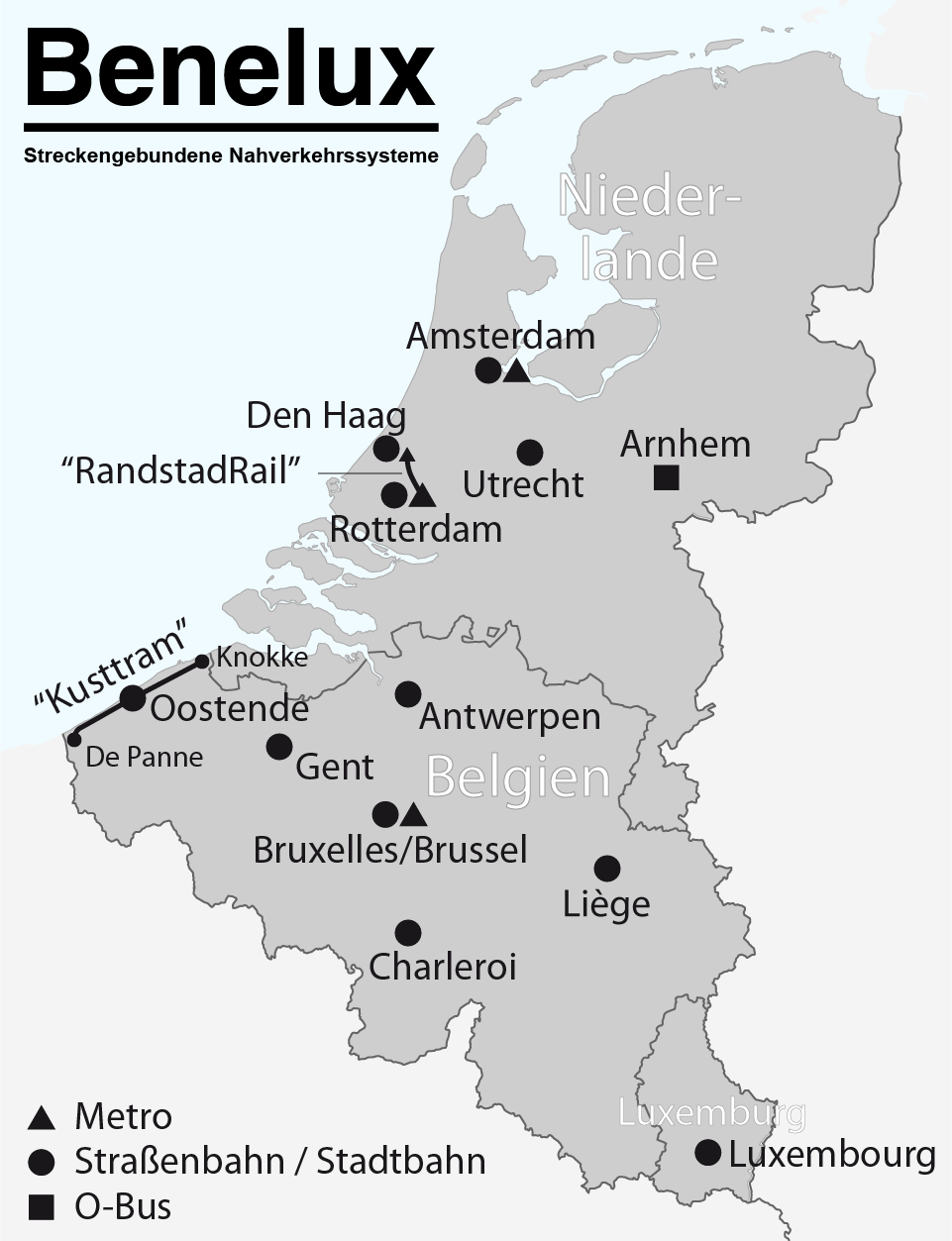
ÖPNV in den Benelux-Staaten

Weitere (ehemalige) Betriebe: Liste von Straßenbahnen in Europa#Belgien

### Bosnien und Herzegowina
| Ort      | Spurweite mm | Länge km | Eröffnung    | Betreiber- gesellschaft | Artikel              | Bemerkung                               |
| -------- | ------------ | -------- | ------------ | ----------------------- | -------------------- | --------------------------------------- |
| Sarajevo | 1435         | 11,1     | 1. Jan. 1885 | JKP GRAS Sarajevo       | Straßenbahn Sarajevo | bis 1965 = 760 mm (bosnische Spurweite) |

### Bulgarien
| Ort   | Spurweite mm | Länge km | Eröffnung    | Betreiber- gesellschaft   | Artikel           | Bemerkung                                        |
| ----- | ------------ | -------- | ------------ | ------------------------- | ----------------- | ------------------------------------------------ |
| Sofia | 1009         | 97,5     | 1. Dez. 1898 | Stolizen Elektrotransport | Straßenbahn Sofia | Die Systeme haben gemeinsame Streckenabschnitte. |
| Sofia | 1435         | 97,5     | 1. Dez. 1898 | Stolizen Elektrotransport | Straßenbahn Sofia | Die Systeme haben gemeinsame Streckenabschnitte. |

### Dänemark
| Ort                | Spurweite mm | Länge km                      | Eröffnung     | Betreiber- gesellschaft  | Artikel              | Bemerkung |
| ------------------ | ------------ | ----------------------------- | ------------- | ------------------------ | -------------------- | --------- |
| Aarhus             | 1435         | 15,5 (Tram) 94,5 (Tram-train) | 21. Dez. 2017 | Aarhus Letbane Drift     | Aarhus Letbane       |           |
| Region Hovedstaden | 1435         | 28                            | ca. 2025      | Hovedstadens Letbane I/S | Hovedstadens Letbane | in Bau    |
| Odense             | 1435         | 14,5                          | 28. Mai 2022  |                          | Odense Letbane       |           |

### Deutschland

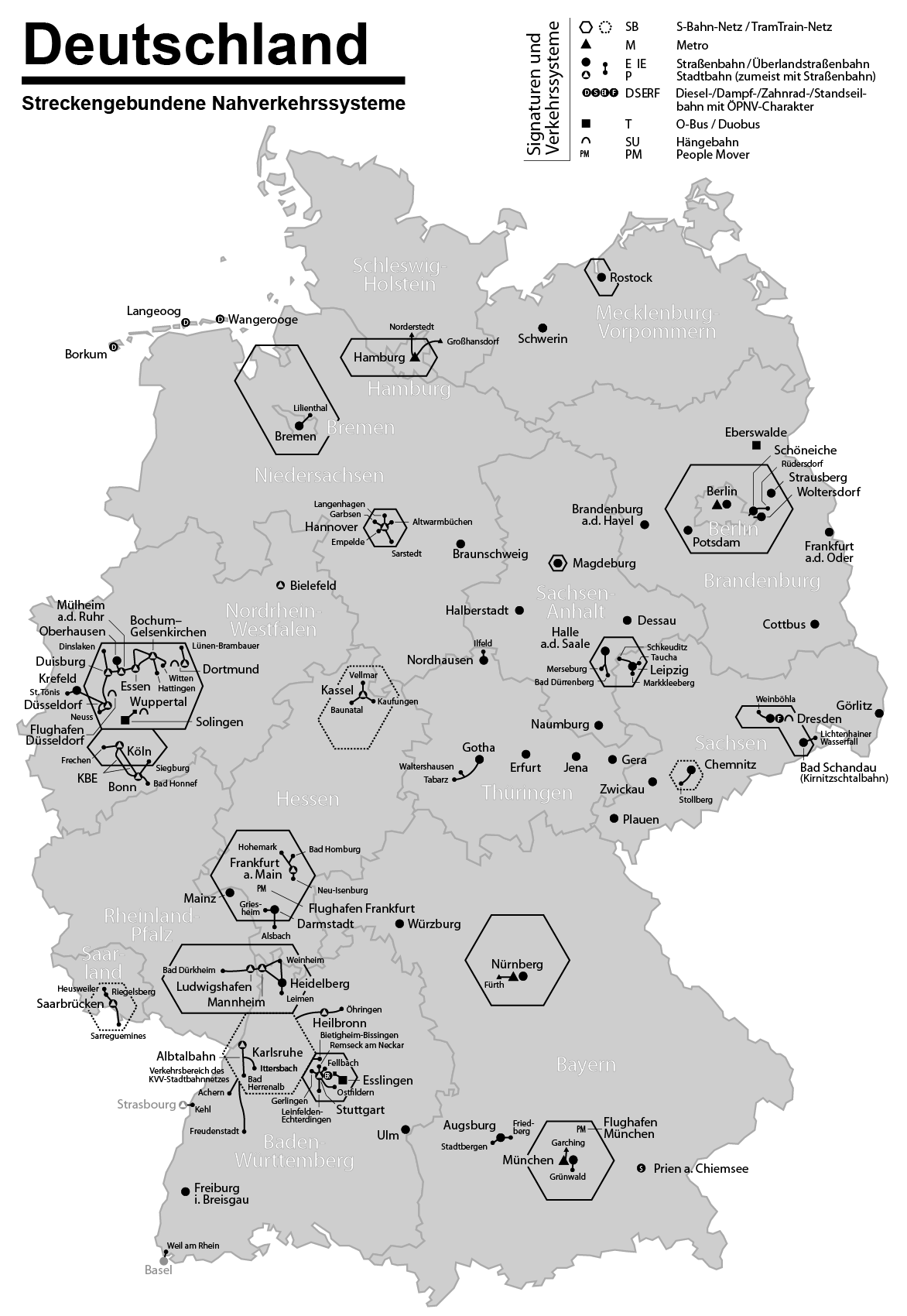
ÖPNV in Deutschland

U-Bahn-, Stadtbahn-, Straßenbahn- und Obusnetze in Deutschland

#### Baden-Württemberg
| Ort                  | Spurweite mm | Länge km | Eröffnung     | Betreiber- gesellschaft                                          | Artikel                                   | Bemerkung |
| -------------------- | ------------ | -------- | ------------- | ---------------------------------------------------------------- | ----------------------------------------- | --- |
| Freiburg im Breisgau | 1000         | 43,9     | 14. Okt. 1901 | Freiburger Verkehrs AG                                           | Straßenbahn Freiburg im Breisgau          | mit Strecke nach Gundelfingen (Breisgau) |
| Heidelberg           | 1000         | 30,9     | 13. Mai 1885  | Rhein-Neckar-Verkehr GmbH                                        | Straßenbahn Heidelberg                    | mit Strecken nach Eppelheim und Leimen (Baden); mit Verknüpfung zwischen Straßenbahn und Eisenbahn, darüber mit Straßenbahn Mannheim/Ludwigshafen verbunden; siehe auch: Nahverkehr in Heidelberg und Oberrheinische Eisenbahn-Gesellschaft                                                                  |
| Heilbronn            | 1435         | 8,0      | 21. Juli 2001 | Stadtwerke Heilbronn GmbH                                        | Stadtbahn Heilbronn                       | mit Verknüpfung zwischen Straßenbahn und Eisenbahn, darüber mit Stadtbahn Karlsruhe verbunden; siehe auch: Albtal-Verkehrs-Gesellschaft mbH |
| Karlsruhe            | 1435         | 79,9     | 21. Jan. 1877 | Verkehrsbetriebe Karlsruhe GmbH Albtal-Verkehrs-Gesellschaft mbH | Straßenbahn Karlsruhe Stadtbahn Karlsruhe | mit Strecken nach Stutensee und Rheinstetten; mit Verknüpfung zwischen Straßenbahn und Eisenbahn, darüber mit Stadtbahn Heilbronn sowie Straßenbahnstrecken in Linkenheim-Hochstetten, Wörth am Rhein (Rheinland-Pfalz) und Bad Wildbad verbunden; siehe auch: Stadtbahnstrecke Wörth (Rhein) und Enztalbahn |
| (Kehl)               |              |          |               |                                                                  | (Straßenbahn Straßburg)                   | (Teil der Straßenbahn Straßburg, siehe Abschnitt Frankreich) |
| Mannheim             | 1000         | 105      | 2. Juni 1878  | Rhein-Neckar-Verkehr GmbH                                        | Straßenbahn Mannheim/Ludwigshafen         | mit Verknüpfung zwischen Straßenbahn und Eisenbahn, darüber mit Straßenbahn Heidelberg verbunden; siehe auch: Nahverkehr in Mannheim und Oberrheinische Eisenbahn-Gesellschaft |
| Stuttgart            | 1435         | 134      | 1985          | Stuttgarter Straßenbahnen AG                                     | Stadtbahn Stuttgart Straßenbahn Stuttgart | mit Strecken nach Gerlingen, Leinfelden-Echterdingen, Ostfildern, Fellbach und Remseck am Neckar; einzelne Strecken sind für den meterspurigen Museumsbetrieb der Straßenbahn Stuttgart mit Dreischienengleisen ausgeführt                                                                                   |
| Stuttgart            | 1000         | 2,2      | 23. Aug. 1884 | Stuttgarter Straßenbahnen AG                                     | Zahnradbahn Stuttgart                     | |
| Ulm                  | 1000         | 19,1     | 15. Mai 1897  | SWU Verkehr GmbH                                                 | Straßenbahn Ulm                           | |
| (Weil am Rhein)      |              |          |               |                                                                  | (Strassenbahn Basel)                      | (Teil der Strassenbahn Basel, siehe Abschnitt Schweiz) |

#### Bayern
| Ort      | Spurweite mm | Länge km | Eröffnung     | Betreiber- gesellschaft                   | Artikel                                                                 | Bemerkung                                                |
| -------- | ------------ | -------- | ------------- | ----------------------------------------- | ----------------------------------------------------------------------- | -------------------------------------------------------- |
| Augsburg | 1000         | 49,8     | 8. Mai 1881   | AVG Augsburger Verkehrsgesellschaft mbH   | Straßenbahn Augsburg                                                    | mit Strecken nach Friedberg, Stadtbergen und Königsbrunn |
| München  | 1435         | 80,4     | 21. Okt. 1876 | Münchner Verkehrsgesellschaft mbH         | Straßenbahn München                                                     | mit Strecke nach Grünwald                                |
| Nürnberg | 1435         | 38,4     | 25. Aug. 1881 | Verkehrs-Aktiengesellschaft Nürnberg      | Straßenbahn Nürnberg Stadt-Umland-Bahn Nürnberg–Erlangen–Herzogenaurach | mit Strecke nach Erlangen und Herzogenaurach in Planung  |
| Würzburg | 1000         | 19,7     | 8. Apr. 1892  | Würzburger Versorgungs- und Verkehrs-GmbH | Straßenbahn Würzburg                                                    |                                                          |

#### BerlinundBrandenburg
| Ort                      | Spurweite mm | Länge km | Eröffnung     | Betreiber- gesellschaft                        | Artikel                              | Bemerkung |
| ------------------------ | ------------ | -------- | ------------- | ---------------------------------------------- | ------------------------------------ | --- |
| Berlin                   | 1435         | 197,9    | 22. Juni 1865 | Berliner Verkehrsbetriebe (BVG)                | Straßenbahn Berlin                   | Auch die Straßenbahn Schöneiche bei Berlin und die Straßenbahn Woltersdorf verkehren auf Berliner Stadtgebiet. |
| Brandenburg an der Havel | 1000         | 17,65    | 1. Okt. 1897  | Verkehrsbetriebe Brandenburg an der Havel GmbH | Straßenbahn Brandenburg an der Havel | |
| Cottbus                  | 1000         | 20,1     | 8. Juli 1903  | Cottbusverkehr GmbH                            | Straßenbahn Cottbus                  | |
| Frankfurt (Oder)         | 1000         | 19,5     | 23. Jan. 1898 | Stadtverkehrsgesellschaft mbH Frankfurt (Oder) | Straßenbahn Frankfurt (Oder)         | Grenzüberschreitende Strecke nach Słubice (Polen) in Diskussion                                                |
| Potsdam                  | 1435         | 29,9     | 13. Mai 1880  | Verkehrsbetrieb Potsdam GmbH                   | Straßenbahn Potsdam                  | |
| Schöneiche bei Berlin    | 1000         | 14,1     | 28. Aug. 1910 | Schöneicher-Rüdersdorfer Straßenbahn GmbH      | Straßenbahn Schöneiche bei Berlin    | Strecke nach Berlin und Rüdersdorf bei Berlin                                                                  |
| Strausberg               | 1435         | 6,2      | 17. Aug. 1893 | Strausberger Eisenbahn GmbH                    | Strausberger Eisenbahn               | |
| Woltersdorf              | 1435         | 5,6      | 17. Mai 1913  | Woltersdorfer Straßenbahn GmbH                 | Straßenbahn Woltersdorf              | Strecke nach Berlin                                                                                            |

#### Hessen
| Ort               | Spurweite mm | Länge km | Eröffnung     | Betreiber- gesellschaft                                                      | Artikel                             | Bemerkung |
| ----------------- | ------------ | -------- | ------------- | ---------------------------------------------------------------------------- | ----------------------------------- | --- |
| Darmstadt         | 1000         | 43,1     | 30. Aug. 1886 | HEAG Verkehrs-GmbH                                                           | Straßenbahn Darmstadt               | mit Strecken nach Griesheim, Seeheim-Jugenheim und Alsbach; siehe auch: Nahverkehr in Darmstadt |
| Frankfurt am Main | 1435         | 67,5     | 19. Mai 1872  | Verkehrsgesellschaft Frankfurt am Main mbH (VGF)                             | Straßenbahn Frankfurt am Main       | mit Strecke nach Offenbach am Main |
| Frankfurt am Main | 1435         | 62,5     | 1968          | Verkehrsgesellschaft Frankfurt am Main mbH (VGF)                             | U-Bahn Frankfurt                    | Stadtbahn; mit Gleisverbindungen zur Straßenbahn; mit Strecken nach Bad Homburg vor der Höhe und Oberursel (Taunus) |
| Kassel            | 1435         | 75       | 9. Juli 1877  | Kasseler Verkehrs-Gesellschaft, Hessische Landesbahn und Regionalbahn Kassel | Straßenbahn Kassel RegioTram Kassel | mit Strecken nach Vellmar, Baunatal, Kaufungen; mit Verknüpfung zwischen Straßenbahn und Eisenbahn, darüber mit Straßenbahnstrecken in Kaufungen und Hessisch Lichtenau verbunden; siehe auch: Lossetalbahn und Bahnstrecke Kassel–Naumburg |

#### Mecklenburg-Vorpommern
| Ort      | Spurweite mm | Länge km | Eröffnung     | Betreiber- gesellschaft  | Artikel              | Bemerkung |
| -------- | ------------ | -------- | ------------- | ------------------------ | -------------------- | --------- |
| Rostock  | 1435         | 35,6     | 16. Okt. 1881 | Rostocker Straßenbahn AG | Straßenbahn Rostock  |           |
| Schwerin | 1435         | 21       | 1. Dez. 1908  | Nahverkehr Schwerin GmbH | Straßenbahn Schwerin |           |

#### NiedersachsenundBremen
| Ort          | Spurweite mm | Länge km | Eröffnung     | Betreiber- gesellschaft                | Artikel                  | Bemerkung                                                                          |
| ------------ | ------------ | -------- | ------------- | -------------------------------------- | ------------------------ | ---------------------------------------------------------------------------------- |
| Braunschweig | 1100         | 35       | 11. Okt. 1879 | Braunschweiger Verkehrs-GmbH           | Straßenbahn Braunschweig |                                                                                    |
| Bremen       | 1435         | 79       | 4. Juni 1876  | Bremer Straßenbahn AG                  | Straßenbahn Bremen       | mit Strecke nach Lilienthal (Niedersachsen); siehe auch: Nahverkehr in Bremen      |
| Hannover     | 1435         | 126,1    | 16. Sep. 1872 | Üstra Hannoversche Verkehrsbetriebe AG | Stadtbahn Hannover       | mit Strecken nach Garbsen, Hemmingen, Isernhagen, Laatzen Langenhagen und Sarstedt |

#### Nordrhein-Westfalen
| Ort                  | Spurweite mm | Länge km | Eröffnung     | Betreiber- gesellschaft                                           | Artikel                          | Bemerkung |
| -------------------- | ------------ | -------- | ------------- | ----------------------------------------------------------------- | -------------------------------- | --- |
| Bielefeld            | 1000         | 38       | 20. Dez. 1900 | moBiel GmbH                                                       | Stadtbahn Bielefeld              | siehe auch: Nahverkehr in Bielefeld |
| Bochum/Gelsenkirchen | 1000         | 86,6     | 23. Nov. 1894 | Bochum-Gelsenkirchener Straßenbahnen AG (BOGESTRA)                | Straßenbahn Bochum/Gelsenkirchen | mit Strecken nach Herne, Hattingen, Witten; Auch die Stadtbahn Essen verkehrt auf Gelsenkirchener Stadtgebiet und hat einen gemeinsamen Streckenabschnitt mit der Straßenbahn. Das System ist mit der Straßenbahn Essen verbunden. |
| Bochum               | 1435         | 15,3     | 2. Sep. 1989  | Bochum-Gelsenkirchener Straßenbahnen AG (BOGESTRA)                | U-Bahn-Linie 35 (Bochum)         | Stadtbahn; mit Strecke nach Herne |
| Bonn                 | 1435         | 125,4    | 15. Apr. 1891 | SWB Bus und Bahn (SWB) und Siegburger und Siebengebirgsbahn (SSB) | Stadtbahn Bonn                   | mit Strecken nach Siegburg, Königswinter und Bad Honnef; mit Verknüpfung zwischen Straßenbahn und Eisenbahn, darüber mit Stadtbahn Köln verbunden                                                                                  |
| Dortmund             | 1435         | 77       | 1. Juni 1881  | Dortmunder Stadtwerke (DSW21)                                     | Stadtbahn Dortmund               | mit Strecke nach Lünen |
| Duisburg             | 1435         | 43,7     | 25. Dez. 1881 | Duisburger Verkehrsgesellschaft (DVG)                             | Straßenbahn Duisburg             | mit Strecken nach Dinslaken und Mülheim an der Ruhr; Das System hat je einen gemeinsamen Streckenabschnitt mit der Stadtbahn Duisburg und der Straßenbahn Mülheim.                                                                 |
| Duisburg             | 1435         | 17       |               | Duisburger Verkehrsgesellschaft (DVG)                             | Stadtbahn Duisburg               | Das System ist mit der Stadtbahn Düsseldorf verbunden und hat einen gemeinsamen Streckenabschnitt mit der Straßenbahn Duisburg. |
| Düsseldorf           | 1435         | 79,8     | 6. Feb. 1876  | Rheinbahn AG                                                      | Straßenbahn Düsseldorf           | mit Strecke nach Neuss; Das System hat gemeinsame Streckenabschnitte mit der Stadtbahn Düsseldorf. |
| Düsseldorf           | 1435         | 68,5     |               | Rheinbahn AG                                                      | Stadtbahn Düsseldorf             | mit Strecken nach Neuss, Ratingen, Meerbusch und Krefeld; Das System ist mit der Stadtbahn Duisburg verbunden und hat gemeinsame Streckenabschnitte mit der Straßenbahn Düsseldorf und der Straßenbahn Krefeld.                    |
| Essen                | 1000         | 52,5     | 23. Aug. 1893 | Ruhrbahn                                                          | Straßenbahn Essen                | Das System ist mit der Straßenbahn Bochum/Gelsenkirchen und der Straßenbahn Mülheim/Oberhausen verbunden und hat einen gemeinsamen Streckenabschnitt mit der Stadtbahn Essen.                                                      |
| Essen                | 1435         | 21,5     | 28. Mai 1977  | Ruhrbahn                                                          | Stadtbahn Essen                  | mit Strecken nach Gelsenkirchen und Mülheim an der Ruhr; Das System hat je einen gemeinsamen Streckenabschnitt mit der Straßenbahn Essen und der Straßenbahn Bochum/Gelsenkirchen.                                                 |
| Köln                 | 1435         | 194,6    | 18. Mai 1877  | Kölner Verkehrs-Betriebe (KVB)                                    | Stadtbahn Köln                   | mit Strecke nach Bergisch Gladbach; mit Verknüpfung zwischen Straßenbahn und Eisenbahn, darüber mit Stadtbahn Bonn sowie Straßenbahnstrecke in Frechen verbunden                                                                   |
| Krefeld              | 1000         | 37,7     | 3. Mai 1883   | SWK Mobil                                                         | Straßenbahn Krefeld              | mit Strecke nach Tönisvorst; Auch die Stadtbahn Düsseldorf verkehrt auf Krefelder Stadtgebiet und hat einen gemeinsamen Streckenabschnitt mit der Straßenbahn                                                                      |
| Mülheim an der Ruhr  | 1000         | 32       | 9. Juli 1897  | Ruhrbahn                                                          | Straßenbahn Mülheim/Oberhausen   | Auch die Stadtbahn Essen und die Straßenbahn Duisburg verkehren auf Mülheimer Stadtgebiet. Das System hat einen gemeinsamen Streckenabschnitt mit der Straßenbahn Duisburg.                                                        |
| Oberhausen           | 1000         | 7        | 1. Juni 1996  | Stadtwerke Oberhausen (STOAG)                                     | Straßenbahn Mülheim/Oberhausen   | |

#### Rheinland-PfalzundSaarland
| Ort                   | Spurweite mm | Länge km | Eröffnung     | Betreiber- gesellschaft            | Artikel                                              | Bemerkung |
| --------------------- | ------------ | -------- | ------------- | ---------------------------------- | ---------------------------------------------------- | --- |
| Ludwigshafen am Rhein | 1000         | 24       | 2. Juni 1878  | Verkehrsbetriebe Ludwigshafen GmbH | Straßenbahn Mannheim/Ludwigshafen                    | mit Verknüpfung zwischen Straßenbahn und Eisenbahn; siehe auch: Rhein-Neckar-Verkehr GmbH und Bahnstrecke Bad Dürkheim–Ludwigshafen-Oggersheim |
| Mainz                 | 1000         | 29,2     | 27. Sep. 1883 | Mainzer Verkehrsgesellschaft mbH   | Straßenbahn Mainz                                    | |
| Saarbrücken           | 1435         | 33,2     | 24. Okt. 1997 | Saarbahn GmbH                      | Saarbahn                                             | mit Verknüpfung zwischen Straßenbahn und Eisenbahn                                                                                             |
| (Wörth am Rhein)      |              |          |               |                                    | (Stadtbahn Karlsruhe) Stadtbahnstrecke Wörth (Rhein) | (Teil der Stadtbahn Karlsruhe, siehe Abschnitt Baden-Württemberg)                                                                              |

#### Sachsen
| Ort          | Spurweite mm | Länge km | Eröffnung     | Betreiber- gesellschaft                                                      | Artikel              | Bemerkung                                                                         |
| ------------ | ------------ | -------- | ------------- | ---------------------------------------------------------------------------- | -------------------- | --------------------------------------------------------------------------------- |
| Bad Schandau | 1000         | 7,9      | 28. Mai 1898  | Regionalverkehr Sächsische Schweiz-Osterzgebirge GmbH – Betrieb Bad Schandau | Kirnitzschtalbahn    |                                                                                   |
| Chemnitz     | 1435         | 30,5     | 22. Apr. 1880 | Chemnitzer Verkehrs-Aktiengesellschaft und City-Bahn Chemnitz GmbH           | Straßenbahn Chemnitz | mit Verknüpfung zwischen Straßenbahn und Eisenbahn; siehe auch: Chemnitzer Modell |
| Dresden      | 1450         | 134,3    | 26. Sep. 1872 | Dresdner Verkehrsbetriebe AG                                                 | Straßenbahn Dresden  | mit Strecke nach Radebeul, Coswig (Sachsen) und Weinböhla                         |
| Görlitz      | 1000         | 11,8     | 25. Mai 1882  | Görlitzer Verkehrsbetriebe GmbH                                              | Straßenbahn Görlitz  |                                                                                   |
| Leipzig      | 1458         | 143,5    | 18. Mai 1872  | Leipziger Verkehrsbetriebe (LVB) GmbH                                        | Straßenbahn Leipzig  | mit Strecken nach Schkeuditz, Taucha und Markkleeberg                             |
| Plauen       | 1000         | 16       | 17. Nov. 1894 | Plauener Straßenbahn GmbH                                                    | Straßenbahn Plauen   |                                                                                   |
| Zwickau      | 1000         | 19,6     | 6. Mai 1894   | Städtische Verkehrsbetriebe Zwickau GmbH                                     | Straßenbahn Zwickau  | mit Verknüpfung zwischen Straßenbahn und Eisenbahn; siehe auch: Zwickauer Modell  |

#### Sachsen-Anhalt
| Ort              | Spurweite mm | Länge km    | Eröffnung     | Betreiber- gesellschaft           | Artikel                                                                     | Bemerkung                                                      |
| ---------------- | ------------ | ----------- | ------------- | --------------------------------- | --------------------------------------------------------------------------- | -------------------------------------------------------------- |
| Dessau-Roßlau    | 1435         | 12,5        | 15. Nov. 1894 | Dessauer Verkehrsgesellschaft mbH | Straßenbahn Dessau                                                          |                                                                |
| Halberstadt      | 1000         | 11,7        | 1. Juni 1887  | Halberstädter Verkehrs-GmbH       | Straßenbahn Halberstadt                                                     |                                                                |
| Halle (Saale)    | 1000         | 66,1 (87,6) | 15. Okt. 1882 | Hallesche Verkehrs-AG             | Straßenbahn Halle (Saale) Straßenbahnstrecke Halle-Ammendorf–Bad Dürrenberg | mit Strecke nach Schkopau, Merseburg, Leuna und Bad Dürrenberg |
| Magdeburg        | 1435         | 67,2        | 16. Okt. 1877 | Magdeburger Verkehrsbetriebe GmbH | Straßenbahn Magdeburg                                                       |                                                                |
| Naumburg (Saale) | 1000         | 2,9         | 15. Sep. 1892 | Naumburger Straßenbahn GmbH       | Straßenbahn Naumburg                                                        |                                                                |

#### Thüringen
| Ort        | Spurweite mm | Länge km | Eröffnung     | Betreiber- gesellschaft                      | Artikel                             | Bemerkung                                                                    |
| ---------- | ------------ | -------- | ------------- | -------------------------------------------- | ----------------------------------- | ---------------------------------------------------------------------------- |
| Erfurt     | 1000         | 45,2     | 10. Mai 1883  | Erfurter Verkehrsbetriebe                    | Straßenbahn Erfurt                  |                                                                              |
| Gera       | 1000         | 18,5     | 22. Feb. 1892 | Verkehrs- und Betriebsgesellschaft Gera mbH  | Straßenbahn Gera                    |                                                                              |
| Gotha      | 1000         | 27       | 1. Apr. 1894  | Thüringerwaldbahn und Straßenbahn Gotha GmbH | Straßenbahn Gotha Thüringerwaldbahn | mit Strecke nach Georgenthal, Waltershausen, Friedrichroda und Bad Tabarz    |
| Jena       | 1000         | 23,5     | 1. Apr. 1901  | Jenaer Nahverkehrsgesellschaft mbH           | Straßenbahn Jena                    |                                                                              |
| Nordhausen | 1000         | 18       | 25. Aug. 1900 | Stadtwerke Nordhausen                        | Straßenbahn Nordhausen              | mit Verknüpfung zwischen Straßenbahn und Eisenbahn; siehe auch: Harzquerbahn |

Weitere (ehemalige) Betriebe: Liste von Straßenbahnen in Europa#Deutschland

### Estland
| Ort             | Spurweite mm | Länge km | Eröffnung     | Betreiber- gesellschaft  | Artikel             | Bemerkung |
| --------------- | ------------ | -------- | ------------- | ------------------------ | ------------------- | --------- |
| Tallinn (Reval) | 1067         | 21,7     | 24. Aug. 1888 | Tallinna Linnatranspordi | Straßenbahn Tallinn |           |

Weitere (ehemalige) Betriebe: Liste von Straßenbahnen in Europa#Estland

### Finnland
| Ort      | Spurweite mm | Länge km | Eröffnung     | Betreiber- gesellschaft | Artikel              | Bemerkung |
| -------- | ------------ | -------- | ------------- | ----------------------- | -------------------- | --------- |
| Helsinki | 1000         | 77,6     | 11. Dez. 1890 | HKL                     | Straßenbahn Helsinki |           |
| Tampere  | 1435         | 21,9     | 9. Aug. 2021  | VR-Yhtymä               | Straßenbahn Tampere  |           |

Weitere (ehemalige) Betriebe: Liste von Straßenbahnen in Europa#Finnland

### Frankreich
| Ort                   | Spurweite mm | Länge km | Antrieb        | Eröffnung     | Betreiber- gesellschaft                              | Artikel                          | Bemerkung                                                                                         |
| --------------------- | ------------ | -------- | -------------- | ------------- | ---------------------------------------------------- | -------------------------------- | ------------------------------------------------------------------------------------------------- |
| Angers                | 1435         | 21,1     | teils APS      | 25. Juni 2011 | COTRA                                                | Straßenbahn Angers               |                                                                                                   |
| Annecy                |              |          |                | 2026          |                                                      |                                  | geplante Eröffnung 2026 (Quelle)                                                                  |
| Aubagne               | 1435         | 2,8      |                | 1. Sep. 2014  |                                                      | Straßenbahn Aubagne              |                                                                                                   |
| Avignon               | 1435         | 5,2      |                | 19. Okt. 2019 |                                                      | Straßenbahn Avignon              |                                                                                                   |
| Besançon              | 1435         | 14,5     |                | 30. Aug. 2014 | Ginko                                                | Straßenbahn Besançon             |                                                                                                   |
| Bordeaux              | 1435         | 82       | teils APS      | 21. Dez. 2003 | TBM                                                  | Straßenbahn Bordeaux             |                                                                                                   |
| Brest                 | 1435         | 14,3     |                | 23. Juni 2012 | Bibus                                                | Straßenbahn Brest                |                                                                                                   |
| Caen                  | 1435         | 16,8     |                | 27. Juli 2019 | Twisto                                               | Straßenbahn Caen                 | Ersatz des TVR Caen, Testfahrten seit 3. Dez. 2018                                                |
| Clermont-Ferrand      |              | 15,4     | Oberleitung    | 14. Okt. 2006 | Transports en commun de l'agglomération clermontoise | Translohr Clermont-Ferrand       | Keine konventionelle Straßenbahn, sondern eine Tramway sur pneumatiques nach dem System Translohr |
| Dijon                 | 1435         | 19       |                | 1. Sep. 2012  | Divia                                                | Straßenbahn Dijon                |                                                                                                   |
| Grenoble              | 1435         | 43,7     |                | 5. Sep. 1987  | SÉMITAG                                              | Straßenbahn Grenoble             |                                                                                                   |
| Le Havre              | 1435         | 13       |                | 12. Dez. 2012 | CTPO                                                 | Straßenbahn Le Havre             |                                                                                                   |
| Le Mans               | 1435         | 18,8     |                | 17. Nov. 2007 | SETRAM                                               | Straßenbahn Le Mans              |                                                                                                   |
| Lille                 | 1000         | 17,5     |                | 7. Juni 1874  | Transpole                                            | Straßenbahn Lille                |                                                                                                   |
| Lyon                  | 1435         | 73,1     |                | 18. Dez. 2000 | TCL                                                  | Straßenbahn Lyon Rhônexpress     |                                                                                                   |
| Marseille             | 1435         | 13       |                | 21. Jan. 1876 | RTM                                                  | Straßenbahn Marseille            |                                                                                                   |
| Montpellier           | 1435         | 60       |                | 30. Juni 2000 | TAM                                                  | Straßenbahn Montpellier          |                                                                                                   |
| Mülhausen             | 1435         | 16,2     |                | 14. Mai 2006  | Soléa, SNCF                                          | Straßenbahn Mülhausen            | siehe auch: Tram-Train Mulhouse–Vallée de la Thur                                                 |
| Nantes                | 1435         | 45,7     |                | 7. Jan. 1985  | SEMITAN                                              | Straßenbahn Nantes               |                                                                                                   |
| Nice (Nizza)          | 1435         | 24,8     | teils Batterie | 24. Nov. 2007 | ST2N                                                 | Straßenbahn Nizza                | T1                                                                                                |
| Nice (Nizza)          | 1435         | 24,8     | teils Batterie | 30. Juni 2018 | ST2N                                                 | Straßenbahn Nizza                | T2/T3                                                                                             |
| Orléans               | 1435         | 29,3     | teils APS      | 20. Nov. 2000 | Keolis Orléans Val de Loire                          | Straßenbahn Orléans              |                                                                                                   |

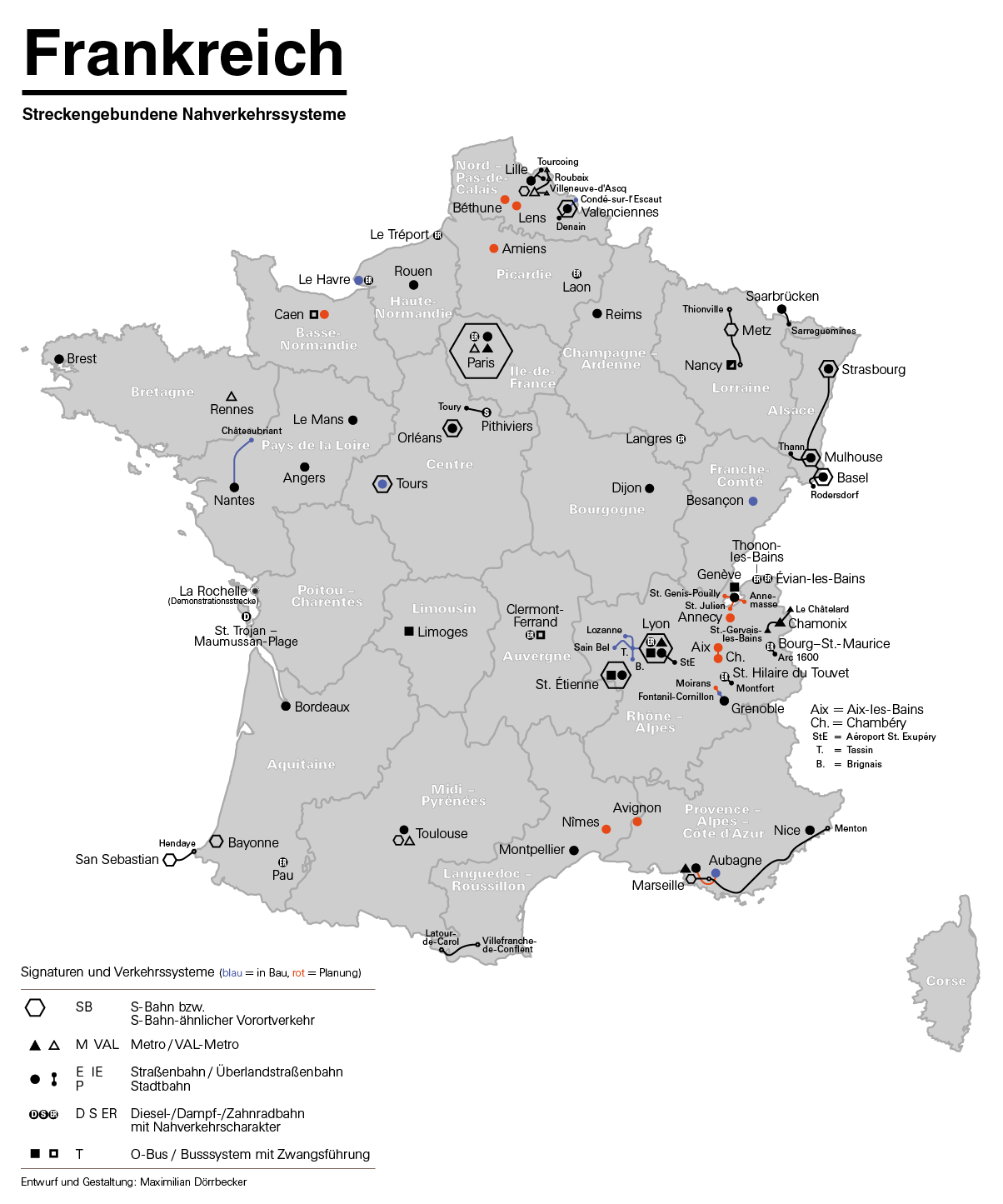
ÖPNV in Frankreich

| Paris (Agglomeration) | 1435         | 26,5     |                | 6. Juli 1992  | RATP, Keolis, Transkeo                               | Straßenbahn Île-de-France        | T1 und T8; siehe auch: Linie 1 der Pariser Straßenbahn und Linie 8 der Pariser Straßenbahn        |
| Paris (Agglomeration) | 1435         | 17,9     |                | 1997          | RATP, Keolis, Transkeo                               | Linie 2 der Pariser Straßenbahn  |                                                                                                   |
| Paris (Agglomeration) | 1435         | 29,8     |                | 2006          | RATP, Keolis, Transkeo                               | Linie 3 der Pariser Straßenbahn  |                                                                                                   |
| Paris (Agglomeration) | 1435         | 13,5     |                | 20. Nov. 2006 | RATP, Keolis, Transkeo                               | Linie 4 der Pariser Straßenbahn  | Tram-Train                                                                                        |
| Paris (Agglomeration) |              | 6,6      |                | 29. Juli 2013 | RATP, Keolis, Transkeo                               | Linie 5 der Pariser Straßenbahn  | Translohr                                                                                         |
| Paris (Agglomeration) |              | 14       |                | 13. Dez. 2014 | RATP, Keolis, Transkeo                               | Linie 6 der Pariser Straßenbahn  | Translohr                                                                                         |
| Paris (Agglomeration) | 1435         | 11,2     |                | 16. Nov. 2013 | RATP, Keolis, Transkeo                               | Linie 7 der Pariser Straßenbahn  |                                                                                                   |
| Paris (Agglomeration) | 1435         | 10,3     |                | 10. Apr. 2021 | RATP, Keolis, Transkeo                               | Linie 9 der Pariser Straßenbahn  |                                                                                                   |
| Paris (Agglomeration) | 1435         | 6,8      |                | 24. Juni 2023 | RATP, Keolis, Transkeo                               | Linie 10 der Pariser Straßenbahn |                                                                                                   |
| Paris (Agglomeration) | 1435         | 20       |                | 10. Dez. 2023 | RATP, Keolis, Transkeo                               | Straßenbahn Île-de-France        | T12, Tram-Train                                                                                   |
| Paris (Agglomeration) | 1435         | 18,8     |                | 6. Juli 2022  | RATP, Keolis, Transkeo                               | Straßenbahn Île-de-France        | T13, Tram-Train                                                                                   |
| Reims                 | 1435         | 11,2     | teils APS      | 16. Apr. 2011 | Transdev Reims                                       | Straßenbahn Reims                |                                                                                                   |
| Rouen                 | 1435         | 15,1     |                | 16. Dez. 1994 | TCAR                                                 | Straßenbahn Rouen                |                                                                                                   |
| Saint-Étienne         | 1000         | 16       |                | 4. Dez. 1881  | STAS                                                 | Straßenbahn Saint-Étienne        |                                                                                                   |
| Straßburg             | 1435         | 49,8     |                | 26. Nov. 1994 | CTS                                                  | Straßenbahn Straßburg            | ab 29. April 2017 grenzüberschreitende Strecke nach Kehl / Deutschland                            |
| Toulouse              | 1435         | 17,3     |                | 11. Dez. 2010 | Tisséo                                               | Straßenbahn Toulouse             |                                                                                                   |
| Tours                 | 1435         | 14,8     | teils APS      | 31. Aug. 2013 | Fil bleu (SITCAT)                                    | Straßenbahn Tours                |                                                                                                   |
| Valenciennes          | 1435         | 33,8     |                | 16. Juni 2006 | Transvilles                                          | Straßenbahn Valenciennes         |                                                                                                   |

Außerdem verkehren die Linien 3 und 10 der Straßenbahn Basel, die Linie 17 der Straßenbahn Genf sowie Linie 1 der Saarbahn teilweise auf französischem Staatsgebiet, letztere allerdings lediglich auf Eisenbahngleisen.
Weitere ehemalige Betriebe: Liste von Straßenbahnen in Europa#Frankreich

### Griechenland
| Ort   | Spurweite mm | Länge km | Eröffnung     | Betreiber- gesellschaft | Artikel           | Bemerkung |
| ----- | ------------ | -------- | ------------- | ----------------------- | ----------------- | --------- |
| Athen | 1435         | 32,4     | 19. Juli 2004 | Tram SA                 | Straßenbahn Athen |           |

Weitere (ehemalige) Betriebe: Liste von Straßenbahnen in Europa#Griechenland

### Großbritannien

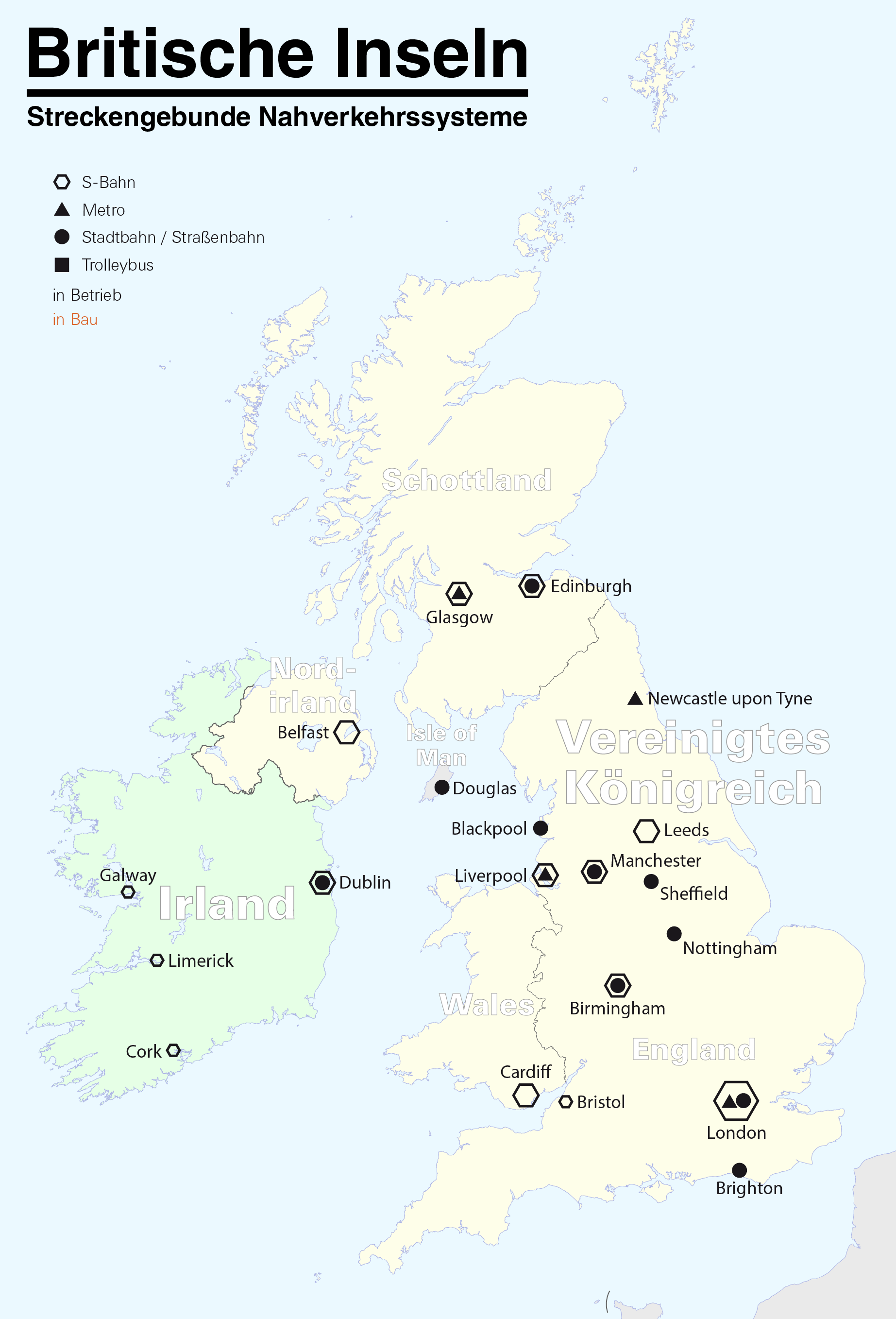
ÖPNV in Großbritannien, der Isle of Man und Irland

#### England
| Ort              | Spurweite mm | Länge km | Eröffnung     | Betreiber- gesellschaft      | Artikel                    | Bemerkung |
| ---------------- | ------------ | -------- | ------------- | ---------------------------- | -------------------------- | --------- |
| Birmingham       | 1435         | 23,4     | 30. Mai 1999  | Midland Metro                | West Midlands Metro        |           |
| Blackpool        | 1435         | 18,2     | 20. Sep. 1885 | Blackpool Transport Services | Straßenbahn Blackpool      |           |
| London (Croydon) | 1435         | 28       | 10. Mai 2000  | Tram Operations              | Tramlink                   |           |
| Manchester       | 1435         | 101      | 6. Apr. 1992  | KeolisAmey Metrolink         | Manchester Metrolink       |           |
| Nottingham       | 1435         | 32       | 9. Mrz. 2004  | Tramlink Nottingham          | Nottingham Express Transit |           |
| Sheffield        | 1435         | 34,6     | 21. Mrz. 1994 | Stagecoach                   | Sheffield Supertram        |           |

Weitere (ehemalige) Betriebe: Liste von Straßenbahnen in Europa#England

#### Schottland
| Ort       | Spurweite mm | Länge km | Eröffnung    | Betreiber- gesellschaft | Artikel         | Bemerkung |
| --------- | ------------ | -------- | ------------ | ----------------------- | --------------- | --------- |
| Edinburgh | 1435         | 18,7     | 31. Mai 2014 | Edinburgh Trams Limited | Edinburgh Trams |           |

Weitere (ehemalige) Betriebe: Liste von Straßenbahnen in Europa#Schottland

Weitere (ehemalige) Betriebe: Liste von Straßenbahnen in Europa#Wales

Weitere (ehemalige) Betriebe: Liste von Straßenbahnen in Europa#Nordirland

### Irland
| Ort    | Spurweite mm | Länge km | Eröffnung    | Betreiber- gesellschaft | Artikel            | Bemerkung            |
| ------ | ------------ | -------- | ------------ | ----------------------- | ------------------ | -------------------- |
| Dublin | 1435         | 36,5     | 5. Juli 2004 | Transdev                | Straßenbahn Dublin | Als Luas bezeichnet. |

Weitere (ehemalige) Betriebe: Liste von Straßenbahnen in Europa#Irland

### Isle of Man
| Ort     | Spurweite mm | Länge km | Eröffnung | Betreiber- gesellschaft       | Artikel                   | Bemerkung                      |
| ------- | ------------ | -------- | --------- | ----------------------------- | ------------------------- | ------------------------------ |
| Douglas | 914          | 27,4     | 1898      | Isle Of Man Heritage Railways | Manx Electric Railway     | Verkehrt nur im Sommerhalbjahr |
| Douglas | 914          | 2,8      | 1876      | Isle Of Man Heritage Railways | Douglas Bay Horse Tramway | Verkehrt nur im Sommerhalbjahr |

Weitere (ehemalige) Betriebe: Liste von Straßenbahnen in Europa#Isle of Man

### Italien
| Ort               | Spurweite mm | Länge km | Eröffnung     | Betreiber- gesellschaft                                                   | Artikel                  | Bemerkung                                     |
| ----------------- | ------------ | -------- | ------------- | ------------------------------------------------------------------------- | ------------------------ | --------------------------------------------- |
| Bergamo           | 1435         | 12,5     | 25. Apr. 2009 | Tramvie Elettriche Bergamasche S.p.A.                                     | Stadtbahn Bergamo–Albino | Wiederaufbau einer alten Nebenbahnstrecke     |
| Cagliari          | 950          | 12,3     | 17. Mrz. 2008 | Azienda Regionale Sarda Trasporti                                         | Stadtbahn Cagliari       | Umbau einer Schmalspurbahnstrecke             |
| Firenze (Florenz) | 1435         | 18,3     | 14. Feb. 2010 | Gestione del Servizio Tramviario / Azienda Trasporti dell'Area Fiorentina | Straßenbahn Florenz      |                                               |
| Messina           | 1435         | 7,7      | 3. Apr. 2003  | ATM Messina                                                               | Straßenbahn Messina      |                                               |
| Milano (Mailand)  | 1445         | 116,6    | 8. Juli 1876  | ATM Milano                                                                | Straßenbahn Mailand      | siehe auch: Überlandstraßenbahn nach Limbiate |
| Napoli (Neapel)   | 1435         | 11,8     | 1875          | Azienda Napoletana Mobilità                                               | Straßenbahn Neapel       |                                               |
| Palermo           | 1435         | 18,3     | 30. Dez. 2015 | AMAT                                                                      | Straßenbahn Palermo      |                                               |
| Roma (Rom)        | 1445         | 39       | 2. Aug. 1877  | ATAC                                                                      | Straßenbahn Rom          |                                               |
| Sassari           | 950          | 4,3      | 27. Okt. 2006 | Azienda Regionale Sarda Trasporti                                         | Stadtbahn Sassari        | Teilweise als Tram-Train betrieben            |
| Torino (Turin)    | 1445         | 58       | 1872          | Gruppo Torinese Trasporti                                                 | Straßenbahn Turin        | siehe auch Zahnradbahn Sassi–Superga          |

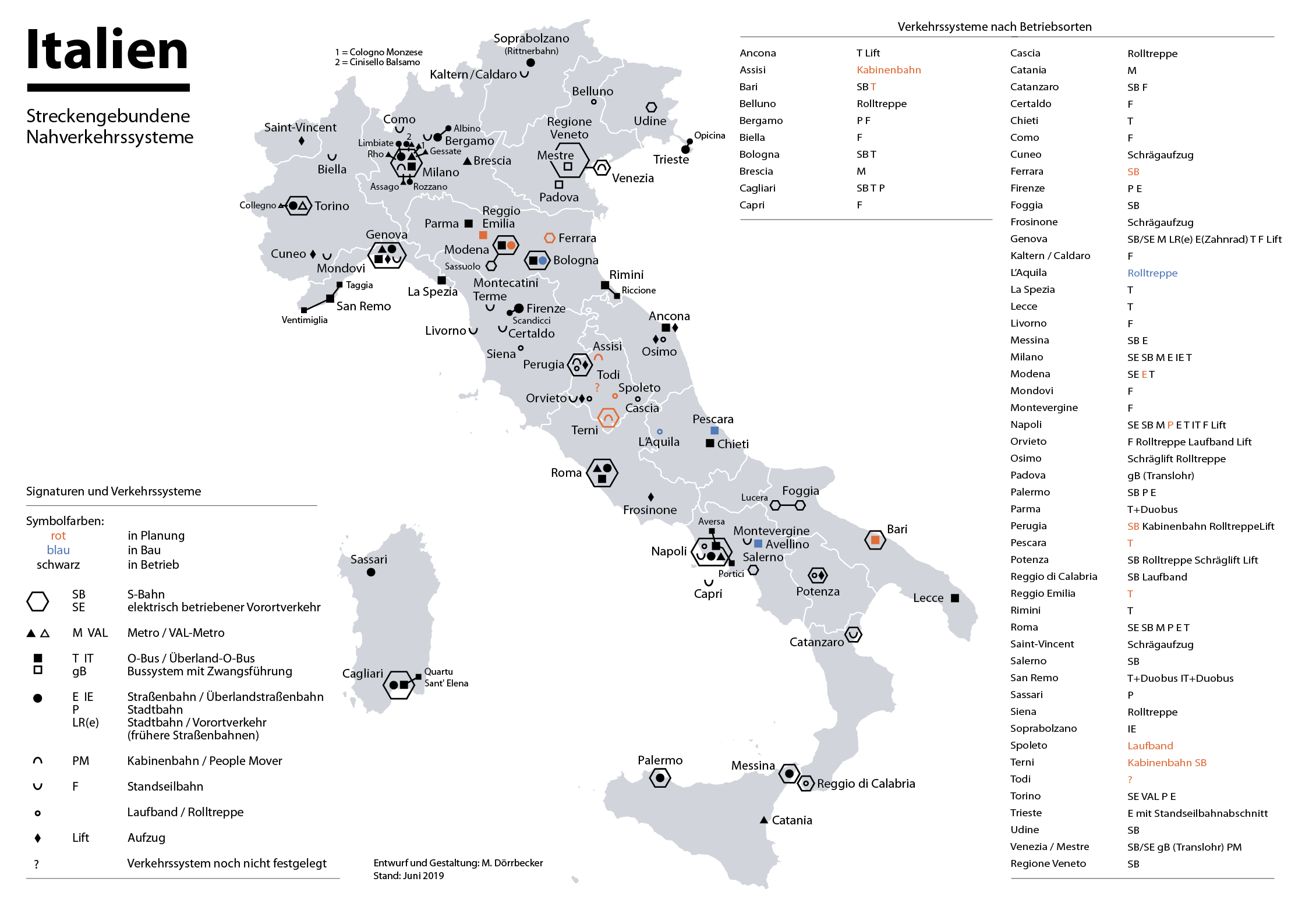
ÖPNV in Italien

Weitere (ehemalige) Betriebe: Liste von Straßenbahnen in Europa#Italien

### Kroatien
| Ort            | Spurweite mm | Länge km | Eröffnung     | Betreiber- gesellschaft       | Artikel            | Bemerkung |
| -------------- | ------------ | -------- | ------------- | ----------------------------- | ------------------ | --------- |
| Osijek (Esseg) | 1000         | 12       | 10. Aug. 1884 | GPP Osijek                    | Straßenbahn Osijek |           |
| Zagreb (Agram) | 1000         | 58       | 7. Juli 1891  | Zagrebački električni tramvaj | Straßenbahn Zagreb |           |

Weitere (ehemalige) Betriebe: Liste von Straßenbahnen in Europa#Kroatien

### Lettland
| Ort                   | Spurweite mm | Länge km | Eröffnung     | Betreiber- gesellschaft      | Artikel                | Bemerkung |
| --------------------- | ------------ | -------- | ------------- | ---------------------------- | ---------------------- | --------- |
| Daugavpils (Dünaburg) | 1524         | 30,9     | 5. Nov. 1946  | Daugavpils tramvaju uzņēmums | Straßenbahn Daugavpils |           |
| Liepāja (Libau)       | 1000         | 7,9      | 26. Sep. 1899 | Liepājas tramvajs            | Straßenbahn Liepāja    |           |
| Rīga (Riga)           | 1524         | 54,7     | 4. Sep. 1882  | Rīgas satiksme               | Straßenbahn Riga       |           |

Weitere (ehemalige) Betriebe: Liste von Straßenbahnen in Europa#Lettland

### Luxemburg
| Ort       | Spurweite mm | Länge km | Eröffnung     | Betreiber- gesellschaft | Artikel     | Bemerkung      |
| --------- | ------------ | -------- | ------------- | ----------------------- | ----------- | -------------- |
| Luxemburg | 1435         | 16,7     | 10. Dez. 2017 | Luxtram S.A.            | Stater Tram | Endausbau 2025 |

### Niederlande
| Ort       | Spurweite mm | Länge km | Eröffnung     | Betreiber- gesellschaft | Artikel               | Bemerkung                                                                                  |
| --------- | ------------ | -------- | ------------- | ----------------------- | --------------------- | ------------------------------------------------------------------------------------------ |
| Amsterdam | 1435         | 100,4    | 3. Juni 1875  | GVB                     | Straßenbahn Amsterdam |                                                                                            |
| Den Haag  | 1435         | 105      | 3. Juni 1864  | HTM                     | Straßenbahn Den Haag  | Strecken auch in den Nachbargemeinden Delft, Rijswijk, Voorburg, Leidschendam und Nootdorp |
| Rotterdam | 1435         | 75       | 1. Juni 1879  | RET                     | Straßenbahn Rotterdam |                                                                                            |
| Utrecht   | 1435         | 28,7     | 17. Dez. 1983 | U-OV                    | Stadtbahn Utrecht     |                                                                                            |

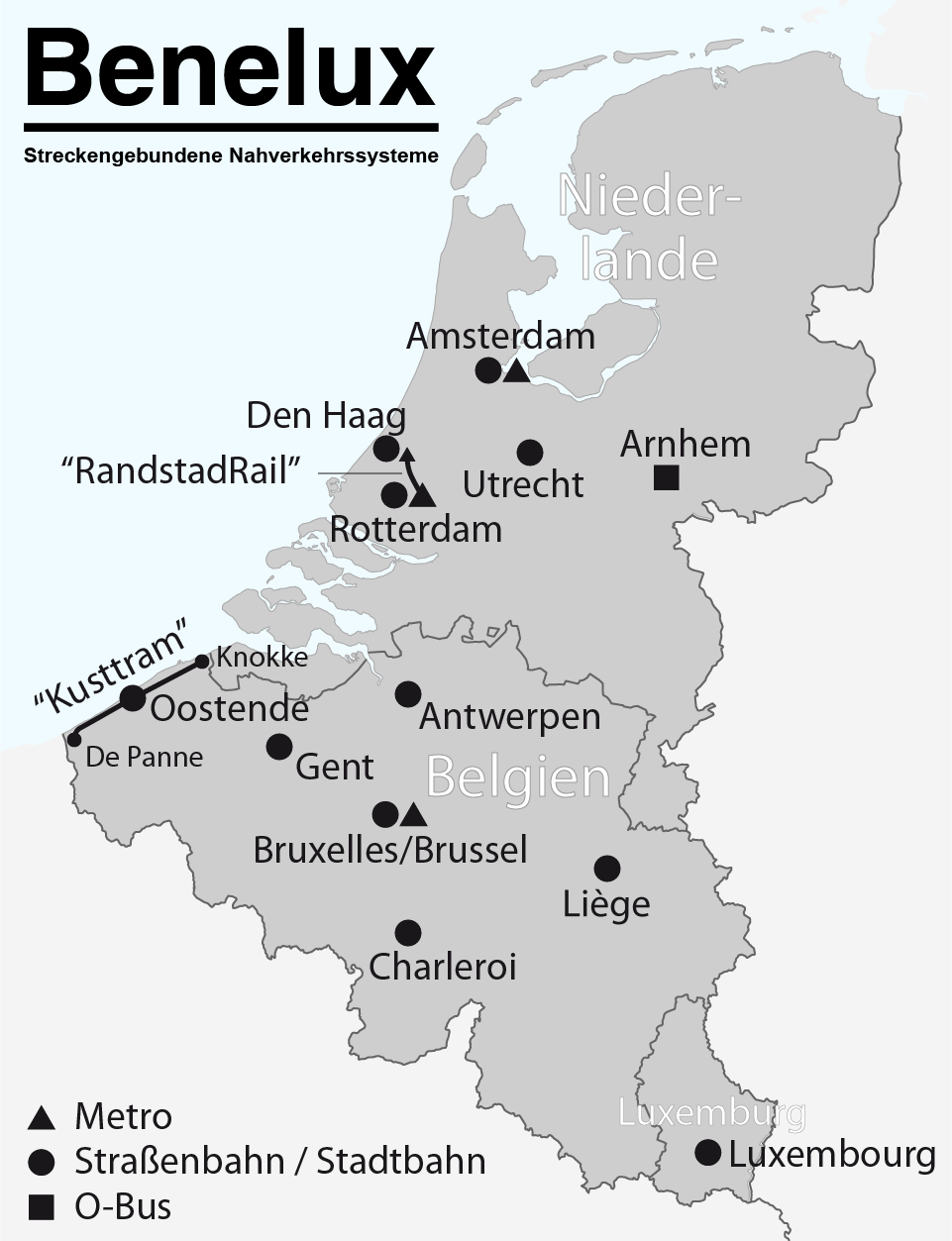
ÖPNV in den Benelux-Staaten

Weitere (ehemalige) Betriebe: Liste von Straßenbahnen in Europa#Niederlande

### Norwegen
| Ort       | Spurweite mm | Länge km | Eröffnung     | Betreiber- gesellschaft | Artikel               | Bemerkung |
| --------- | ------------ | -------- | ------------- | ----------------------- | --------------------- | --------- |
| Bergen    | 1435         | 28,4     | 22. Juni 2010 | Fjord1 Partner          | Stadtbahn Bergen      |           |
| Oslo      | 1435         | 41,8     | 6. Okt. 1875  | Oslo Sporvognsdrift     | Straßenbahn Oslo      |           |
| Trondheim | 1000         | 8,8      | 4. Dez. 1901  | AS Gråkallbanen         | Straßenbahn Trondheim |           |

Weitere (ehemalige) Betriebe: Liste von Straßenbahnen in Europa#Norwegen

### Österreich
| Ort       | Spurweite mm | Länge km | Eröffnung    | Betreiber- gesellschaft              | Artikel               | Bemerkung                                                                |
| --------- | ------------ | -------- | ------------ | ------------------------------------ | --------------------- | ------------------------------------------------------------------------ |
| Gmunden   | 1000         | 2,3      | 3. Aug. 1894 | Stern & Hafferl Verkehrsgesellschaft | Straßenbahn Gmunden   | mit Lokalbahn Gmunden–Vorchdorf betrieblich zur „Traunseetram“ vereinigt |
| Graz      | 1435         | 70,3     | 8. Juni 1878 | Holding Graz Linien                  | Straßenbahn Graz      |                                                                          |
| Innsbruck | 1000         | 45,3     | 1. Juni 1891 | Innsbrucker Verkehrsbetriebe         | Straßenbahn Innsbruck | siehe auch Überlandstrecke der Stubaitalbahn                             |
| Linz      | 900          | 30,4     | 1. Juli 1880 | Linz Linien                          | Straßenbahn Linz      | Strecken führen in die Nachbargemeinden Leonding, Pasching und Traun     |
| Wien      | 1435         | 178,8    | 4. Okt. 1865 | Wiener Linien                        | Straßenbahn Wien      | siehe auch Überlandstrecke der Lokalbahn Wien–Baden                      |

Weitere (ehemalige) Betriebe: Liste von Straßenbahnen in Europa#Österreich

### Polen
| Ort                                           | Spurweite mm | Länge km | Eröffnung                        | Betreiber- gesellschaft                         | Artikel | Bemerkung                                                    |
| --------------------------------------------- | ------------ | -------- | -------------------------------- | ----------------------------------------------- | --- | ------------------------------------------------------------ |
| Bydgoszcz (Bromberg)                          | 1000         | 41,4     | 18. Mai 1888                     | ZDMiKP Bydgoszcz                                | Straßenbahn Bydgoszcz |                                                              |
| Częstochowa (Tschenstochau)                   | 1435         | 14,7     | 8. Mrz. 1959                     | MPK Częstochowa                                 | Straßenbahn Częstochowa |                                                              |
| Elbląg (Elbing)                               | 1000         | 16,9     | 23. Nov. 1895                    | ZKM Elbląg                                      | Straßenbahn Elbląg |                                                              |
| Gdańsk (Danzig)                               | 1435         | 61,6     | 22. Juni 1873                    | ZTM Gdańsk                                      | Straßenbahn Danzig |                                                              |
| Gorzów Wielkopolski (Landsberg an der Warthe) | 1435         | 14       | 29. Juli 1899                    | MZK Gorzów                                      | Straßenbahn Gorzów Wielkopolski |                                                              |
| Grudziądz (Graudenz)                          | 1000         | 9        | 15. Juni 1896                    | MZK Grudziądz                                   | Straßenbahn Grudziądz |                                                              |
| Katowice (Kattowitz)                          | 1435         | 174,6    | 27. Mai 1894 \| Tramwaje Śląskie | Straßenbahn im oberschlesischen Industriegebiet | Strecken auch in Sosnowiec, Zabrze, Bytom, Ruda Śląska, Dąbrowa Górnicza, Chorzów, Mysłowice, Siemianowice Śląskie, Piekary Śląskie, Będzin, Świętochłowice und Czeladź |                                                              |
| Kraków (Krakau)                               | 1435         | 99,7     | 1. Nov. 1882                     | MPK Kraków                                      | Straßenbahn Krakau |                                                              |
| Łódź (Lodsch)                                 | 1000         | 124,1    | 24. Dez. 1898                    | MPK Łódź                                        | Straßenbahn Łódź | Strecken führen in die Nachbargemeinden Zgierz und Pabianice |
| Olsztyn (Allenstein)                          | 1435         | 17,4     | 19. Dez. 2015                    | MPK Olsztyn                                     | Straßenbahn Olsztyn |                                                              |
| Poznań (Posen)                                | 1435         | 68,4     | 30. Juli 1880                    | MPK Poznań                                      | Straßenbahn Posen |                                                              |
| Szczecin (Stettin)                            | 1435         | 53,3     | 23. Aug. 1879                    | ZDiTM Szczecin (Tramwaje Szczecińskie)          | Straßenbahn Stettin |                                                              |
| Toruń (Thorn)                                 | 1000         | 27,5     | 16. Mai 1891                     | MZK Toruń                                       | Straßenbahn Toruń |                                                              |
| Warszawa (Warschau)                           | 1435         | 144,5    | 11. Dez. 1866                    | Tramwaje Warszawskie                            | Straßenbahn Warschau |                                                              |
| Wrocław (Breslau)                             | 1435         | 93,7     | 10. Juli 1877                    | MPK Wrocław                                     | Straßenbahn Breslau |                                                              |

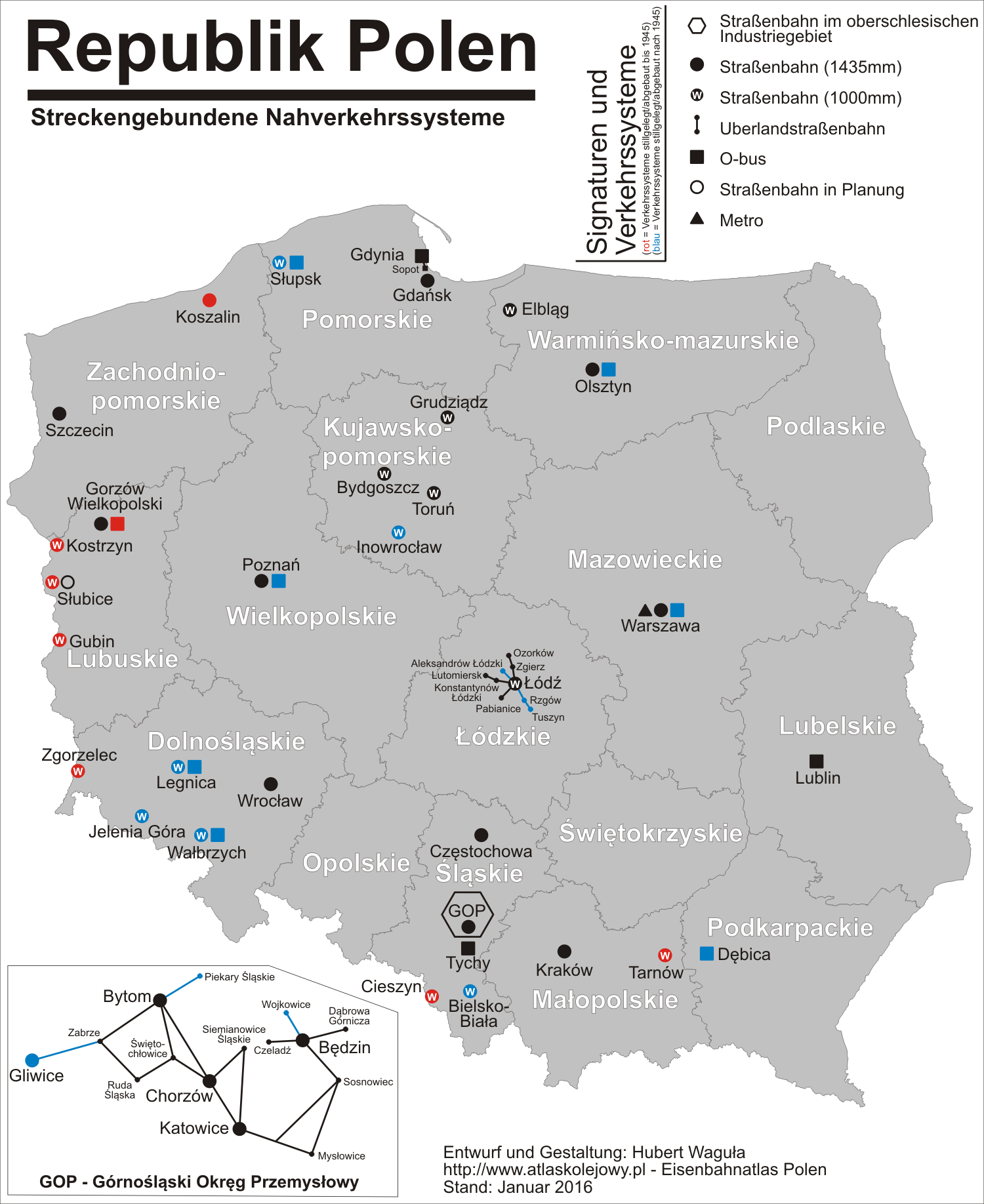
ÖPNV in Polen

Weitere (ehemalige) Betriebe: Liste von Straßenbahnen in Europa#Polen

### Portugal
| Ort               | Spurweite mm | Länge km | Eröffnung     | Betreiber- gesellschaft         | Artikel              | Bemerkung                  |
| ----------------- | ------------ | -------- | ------------- | ------------------------------- | -------------------- | -------------------------- |
| Lisboa (Lissabon) | 900          | 27,7     | 17. Nov.1873  | Carris                          | Straßenbahn Lissabon | Mit Strecke nach Algés     |
| Porto             | 1435         | 83,1     | 15. Mai 1872  | STCP                            |                      | siehe auch: Metro do Porto |
| Almada/Seixal     | 1435         | 13,5     | 1. Mai 2007   | Metro Transportes do Sul (MTS)  | Metro Sul do Tejo    |                            |
| Sintra            | 1000         | 12,7     | 31. März 1904 | Stadt Sintra (Camera Municipal) | Straßenbahn Sintra   | Überlandstraßenbahn        |

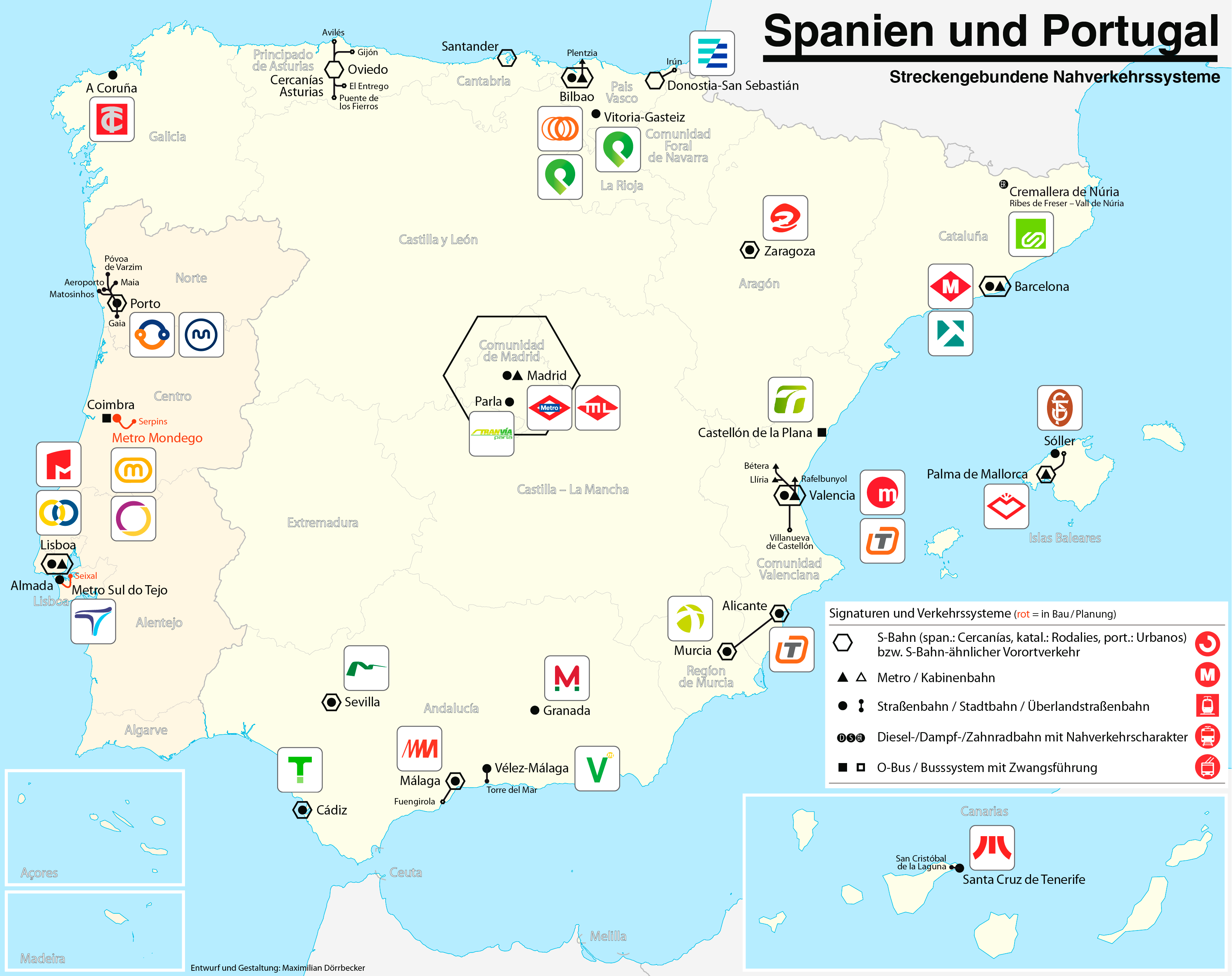
ÖPNV in Spanien und Portugal

Weitere (ehemalige) Betriebe: Liste von Straßenbahnen in Europa#Portugal

### Rumänien
| Ort                       | Spurweite mm | Länge km | Eröffnung     | Betreiber- gesellschaft | Artikel                 | Bemerkung |
| ------------------------- | ------------ | -------- | ------------- | ----------------------- | ----------------------- | --------- |
| Arad                      | 1000         | 48       | 24. Okt. 1869 | C.T.P. Arad             | Straßenbahn Arad        |           |
| Brăila                    | 1435         | 22,3     | 26. Juni 1900 | Braicar                 | Straßenbahn Brăila      |           |
| București (Bukarest)      | 1435         | 137      | 9. Feb. 1874  | RATB                    | Straßenbahn Bukarest    |           |
| Cluj-Napoca (Klausenburg) | 1435         | 11,7     | 1. Okt. 1987  | RATUC                   | Straßenbahn Cluj-Napoca |           |
| Craiova                   | 1435         | 18       | 26. Sep. 1987 | RAT Craiova             | Straßenbahn Craiova     |           |
| Galați (Galatz)           | 1435         | 11,7     | 14. Aug. 1900 | Transurb Galați         | Straßenbahn Galați      |           |
| Iași (Jassy)              | 1000         | 35       | 17. Mrz. 1900 | RATP Iași               | Straßenbahn Iași        |           |
| Oradea (Großwardein)      | 1435         | 22,8     | 25. Apr. 1906 | Oradea Transport Local  | Straßenbahn Oradea      |           |
| Ploiești                  | 1435         | 10       | 7. Okt. 1987  | R.A.T.P.                | Straßenbahn Ploiești    |           |
| Reșița                    | 1435         | 8,4      | 20. Dez. 2024 | Transport Urban Reșița  | Straßenbahn Reșița      |           |
| Timișoara (Temeswar)      | 1435         | 38       | 8. Juli 1869  | S.T.P.T.                | Straßenbahn Timișoara   |           |

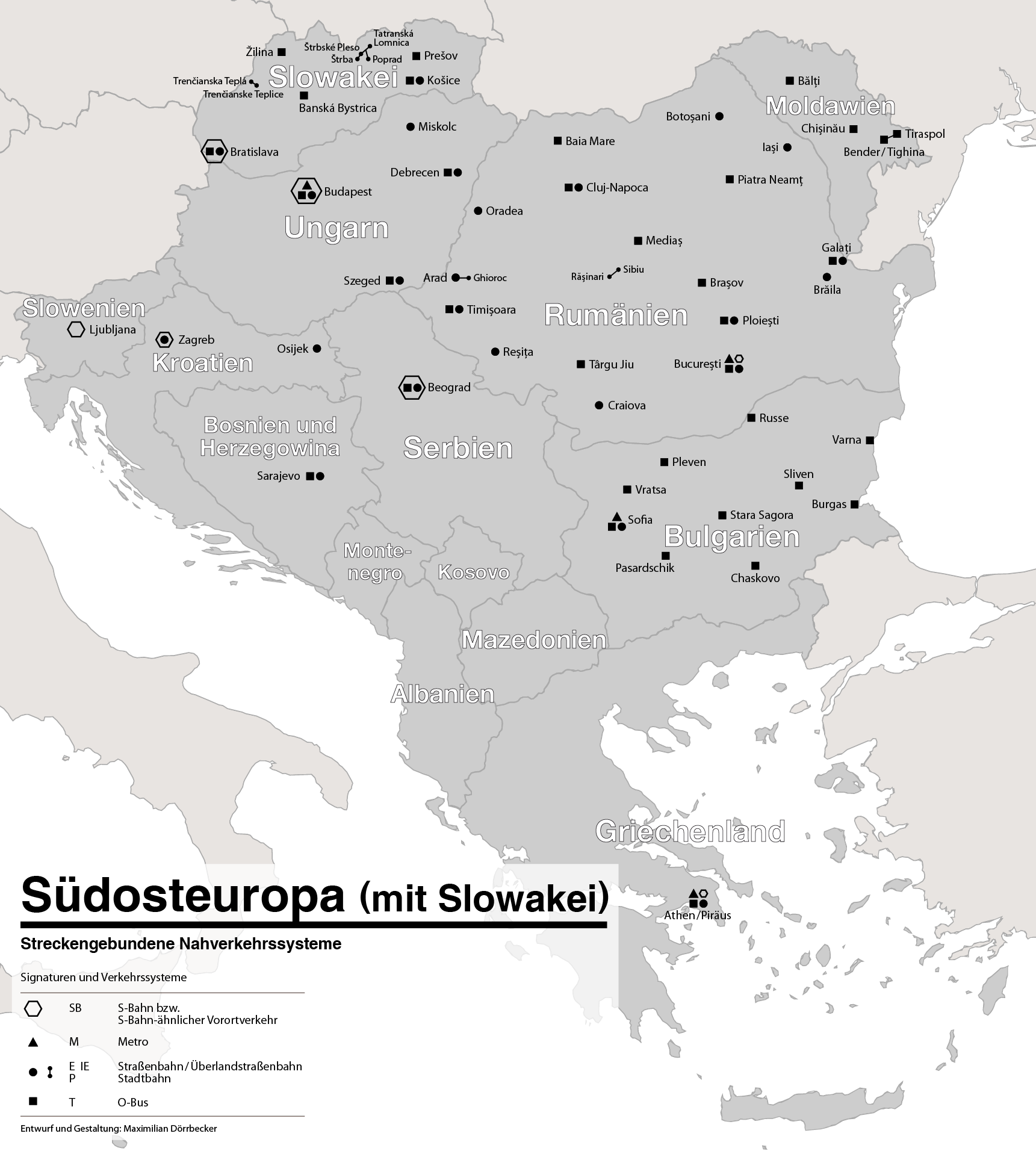
ÖPNV in Südosteuropa

Weitere (ehemalige) Betriebe: Liste von Straßenbahnen in Europa#Rumänien

### Russland

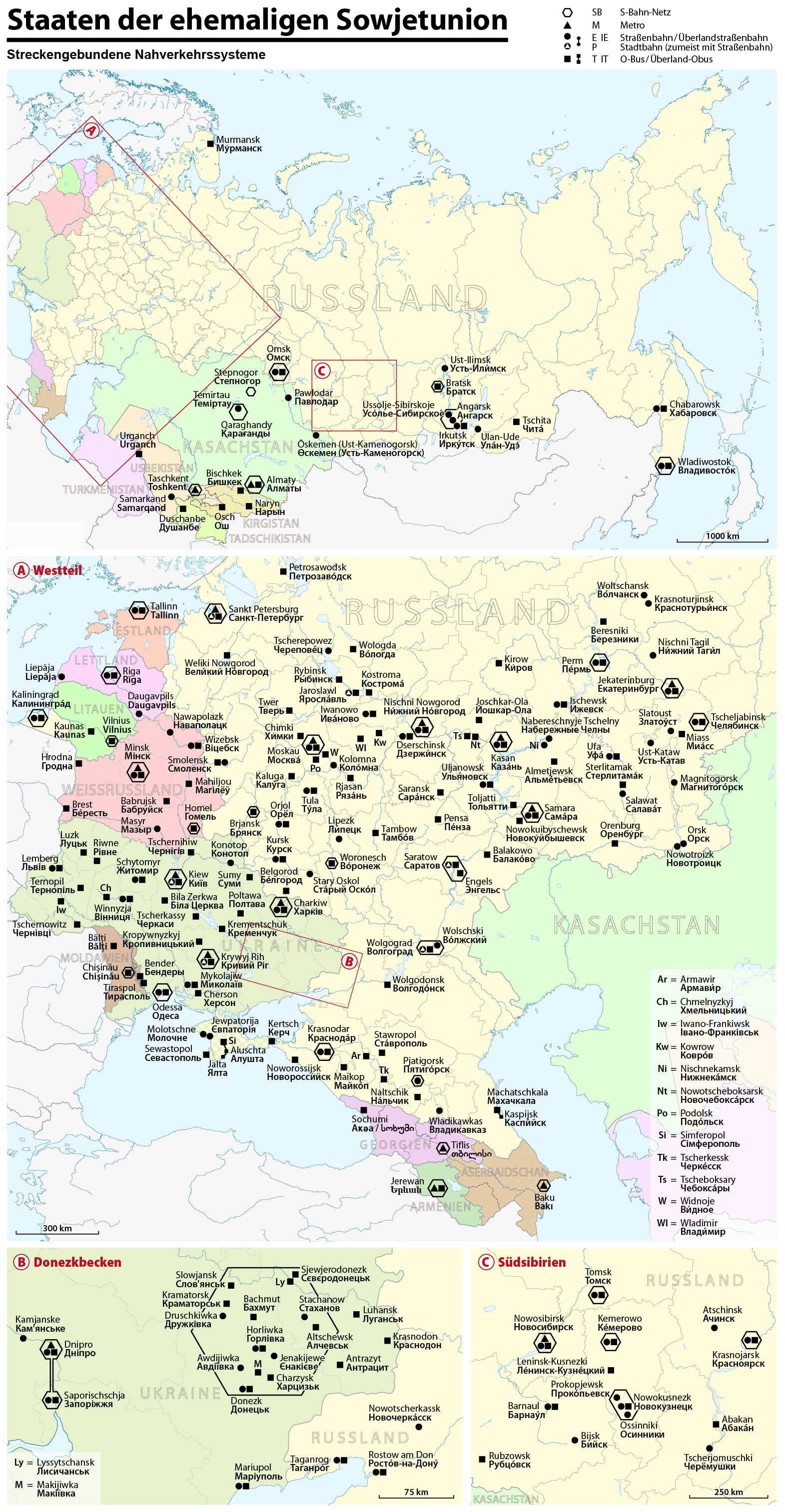
ÖPNV in den Staaten der ehemaligen Sowjetunion

| Ort                            | Spurweite mm | Länge km | Eröffnung     | Betreiber- gesellschaft | Artikel                        | Bemerkung                       |
| ------------------------------ | ------------ | -------- | ------------- | ----------------------- | ------------------------------ | ------------------------------- |
| Angarsk                        | 1524         | 34       | 26. Nov. 1953 |                         | Straßenbahn Angarsk            |                                 |
| Atschinsk                      | 1524         | 14,5     | 15. Apr. 1967 |                         |                                |                                 |
| Barnaul                        | 1524         | 55       | 7. Nov. 1948  |                         |                                |                                 |
| Bijsk                          | 1524         | 33       | 13. Juni 1960 |                         |                                |                                 |
| Chabarowsk                     | 1524         | 34       | 5. Nov. 1956  |                         | Straßenbahn Chabarowsk         |                                 |
| Irkutsk                        | 1524         | 22,5     | 3. Aug. 1947  |                         | Straßenbahn Irkutsk            |                                 |
| Ischewsk                       | 1524         | 32       | 18. Nov. 1935 |                         |                                |                                 |
| Jaroslawl                      | 1524         | 19,5     | 29. Dez. 1900 |                         |                                |                                 |
| Jekaterinburg                  | 1524         | 96,3     | 7. Nov. 1929  |                         | Straßenbahn Jekaterinburg      |                                 |
| Kaliningrad (Königsberg)       | 1000         | 12,8     | 31. Mai 1895  |                         | Straßenbahn Kaliningrad        |                                 |
| Kasan                          | 1524         | 61,8     | 15. Okt. 1875 |                         |                                | siehe auch Kasaner Nahverkehr   |
| Kemerowo                       | 1524         | 42       | 11. Mai 1940  |                         |                                |                                 |
| Kolomna                        | 1524         | 18,5     | 5. Nov. 1948  |                         |                                |                                 |
| Krasnodar                      | 1524         | 55,5     | 23. Dez. 1900 |                         | Straßenbahn Krasnodar          |                                 |
| Krasnojarsk                    | 1524         | 23,4     | 1. Mai 1958   |                         |                                |                                 |
| Krasnoturjinsk                 | 1524         | 3,6      | 15. Jan. 1954 |                         |                                |                                 |
| Kursk                          | 1524         | 37       | 30. Apr. 1898 |                         |                                |                                 |
| Lipezk                         | 1524         | 30,8     | 11. Dez. 1947 |                         |                                |                                 |
| Magnitogorsk                   | 1524         | 78,2     | 18. Jan. 1935 |                         |                                |                                 |
| Moskwa (Moskau)                | 1524         | 209,1    | 22. Juni 1872 |                         | Straßenbahn Moskau             |                                 |
| Nabereschnyje Tschelny         | 1524         | 54       | 8. Okt. 1973  |                         |                                |                                 |
| Nischnekamsk                   | 1524         | 28,3     | 15. Feb. 1967 |                         |                                |                                 |
| Nischni Nowgorod               | 1524         | 76,5     | 20. Mai 1896  |                         | Straßenbahn Nischni Nowgorod   |                                 |
| Nischni Tagil                  | 1524         | 42       | 28. Feb. 1937 |                         |                                |                                 |
| Nowokusnezk                    | 1524         | 41,4     | 30. Nov. 1933 |                         |                                |                                 |
| Nowosibirsk                    | 1524         | 64       | 26. Nov. 1934 |                         |                                |                                 |
| Nowotroizk                     | 1524         | 11,3     | 5. Nov. 1956  |                         |                                |                                 |
| Nowotscherkassk                | 1524         | 20       | 22. Jan. 1954 |                         |                                |                                 |
| Omsk                           | 1524         | 31,5     | 8. Nov. 1936  |                         |                                | siehe auch Omsker Nahverkehr    |
| Orjol                          | 1524         | 17,1     | 15. Nov. 1898 |                         |                                |                                 |
| Orsk                           | 1524         | 35       | 5. Dez. 1948  |                         |                                |                                 |
| Ossinniki                      | 1524         | 11,3     | 1. Nov. 1960  |                         | Straßenbahn Ossinniki          |                                 |
| Perm                           | 1524         | 48,5     | 7. Nov. 1929  |                         | Straßenbahn Perm               |                                 |
| Pjatigorsk                     | 1000         | 22,5     | 5. Mai 1904   |                         |                                |                                 |
| Prokopjewsk                    | 1524         | 30       | 12. Mai 1936  |                         |                                |                                 |
| Rostow-na-Donu (Rostow am Don) | 1435         | 26       | 11. Sep. 1887 |                         | Straßenbahn Rostow am Don      |                                 |
| Salawat                        | 1524         | 13       | 29. Juli 1957 |                         |                                |                                 |
| Samara                         | 1524         | 68       | 22. Juli 1895 |                         |                                |                                 |
| Sankt Petersburg               | 1524         | 231,2    | 8. Sep. 1863  |                         | Straßenbahn Sankt Petersburg   |                                 |
| Saratow                        | 1524         | 54,7     | 13. Mai 1887  |                         |                                |                                 |
| Slatoust                       | 1524         | 22,2     | 25. Dez. 1934 |                         | Straßenbahn Slatoust           |                                 |
| Smolensk                       | 1524         | 22,6     | 20. Okt. 1901 |                         |                                |                                 |
| Stary Oskol                    | 1524         | 23,4     | 4. Jan. 1981  |                         |                                |                                 |
| Taganrog                       | 1524         | 22       | 7. Nov. 1932  |                         |                                |                                 |
| Tomsk                          | 1524         | 17,5     | 25. Apr. 1949 |                         |                                |                                 |
| Tscheljabinsk                  | 1524         | 65       | 9. Jan. 1932  |                         |                                |                                 |
| Tscherjomuschki                | 1524         | 5,5      | 25. Feb. 1991 |                         | Straßenbahn Tscherjomuschki    |                                 |
| Tscherepowez                   | 1524         | 14,1     | 19. Okt. 1956 |                         |                                |                                 |
| Tula                           | 1524         | 37,3     | 7. Nov. 1927  |                         |                                |                                 |
| Ufa                            | 1524         | 34,5     | 1. Feb. 1937  |                         |                                |                                 |
| Ulan-Ude                       | 1524         | 24       | 16. Dez. 1958 |                         | Straßenbahn Ulan-Ude           |                                 |
| Uljanowsk                      | 1524         | 55,8     | 5. Jan. 1954  |                         |                                |                                 |
| Ussolje-Sibirskoje             | 1524         | 11,8     | 26. Feb. 1967 |                         | Straßenbahn Ussolje-Sibirskoje |                                 |
| Wladikawkas                    | 1524         | 25       | 16. Aug. 1904 |                         |                                |                                 |
| Wladiwostok                    | 1524         | 5,5      | 22. Okt. 1912 |                         | Straßenbahn Wladiwostok        |                                 |
| Wolgograd                      | 1524         | 60       | 22. Apr. 1913 |                         |                                | siehe auch: Metrotram Wolgograd |
| Wolschski                      | 1524         | 31       | 30. Dez. 1963 |                         |                                |                                 |
| Woltschansk                    | 1524         | 8        | 31. Dez. 1951 |                         | Straßenbahn Woltschansk        |                                 |

Weitere (ehemalige) Betriebe: Liste von Straßenbahnen in Europa#Russland

### Schweden
| Ort        | Spurweite mm | Länge km | Eröffnung     | Betreiber- gesellschaft             | Artikel                | Bemerkung                         |
| ---------- | ------------ | -------- | ------------- | ----------------------------------- | ---------------------- | --------------------------------- |
| Göteborg   | 1435         | 95       | 24. Sep. 1879 | Göteborgs Spårvägar AB / Västtrafik | Straßenbahn Göteborg   |                                   |
| Lund       | 1435         | 5,5      | 13. Dez. 2020 | Skånetrafiken                       | Straßenbahn Lund       |                                   |
| Norrköping | 1435         | 18,7     | 10. Mrz. 1904 | Östgötatrafiken                     | Straßenbahn Norrköping |                                   |
| Stockholm  | 1435         | 3,5      | 10. Juli 1877 | Storstockholms Lokaltrafik          | Spårväg City           | siehe auch: Straßenbahn Stockholm |
| Stockholm  | 1435         | 9,2      | 10. Juli 1877 | Storstockholms Lokaltrafik          | Lidingöbanan           | siehe auch: Straßenbahn Stockholm |
| Stockholm  | 1435         | 25,7     | 10. Juli 1877 | Storstockholms Lokaltrafik          | Tvärbanan Nockebybanan | siehe auch: Straßenbahn Stockholm |

Weitere (ehemalige) Betriebe: Liste von Straßenbahnen in Europa#Schweden

### Schweiz
| Ort                   | Spurweite mm | Länge km | Eröffnung     | Betreiber- gesellschaft                                                                             | Artikel                | Bemerkung                                                     |
| --------------------- | ------------ | -------- | ------------- | --------------------------------------------------------------------------------------------------- | ---------------------- | ------------------------------------------------------------- |
| Basel                 | 1000         | 86,3     | 6. Mai 1895   | Basler Verkehrs-Betriebe (BVB) Baselland Transport AG (BLT)                                         | Strassenbahn Basel     | Grenzüberschreitende Strecken nach Deutschland und Frankreich |
| Bern                  | 1000         | 27,5     | 1. Okt. 1890  | Städtische Verkehrsbetriebe Bern (SVB)                                                              | Strassenbahn Bern      |                                                               |
| Genève (Genf)         | 1000         | 40,6     | 19. Juni 1862 | Transports publics genevois (TPG)                                                                   | Strassenbahn Genf      |                                                               |
| Neuchâtel (Neuenburg) | 1000         | 8,9      | 16. Sep. 1892 | Transports publics du Littoral Neuchâtelois (TN)                                                    | Strassenbahn Neuenburg | Überlandstraßenbahn                                           |
| Zürich                | 1000         | 93,7     | 5. Sep. 1882  | Verkehrsbetriebe Zürich (VBZ), Forchbahn (FB), Verkehrsbetriebe Glattal (VBG), Aargau Verkehr (AVA) | Strassenbahn Zürich    |                                                               |

Weitere (ehemalige) Betriebe: Liste von Straßenbahnen in Europa#Schweiz

### Serbien
| Ort               | Spurweite mm | Länge km | Eröffnung     | Betreiber- gesellschaft               | Artikel             | Bemerkung |
| ----------------- | ------------ | -------- | ------------- | ------------------------------------- | ------------------- | --------- |
| Beograd (Belgrad) | 1000         | 47       | 14. Okt. 1892 | Gradsko saobraćajno preduzeće Beograd | Straßenbahn Belgrad |           |

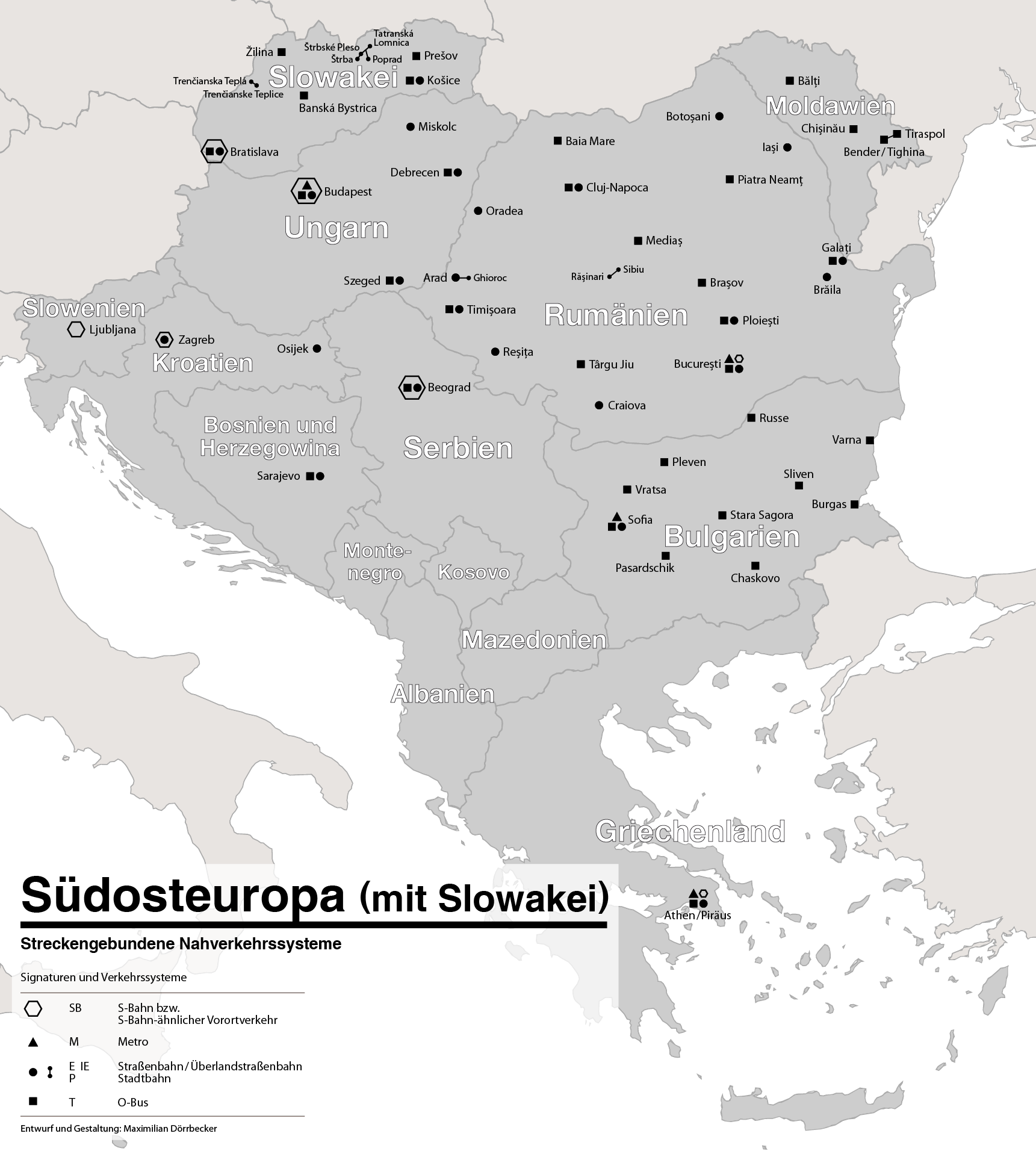
ÖPNV in Südosteuropa

Weitere (ehemalige) Betriebe: Liste von Straßenbahnen in Europa#Serbien

### Slowakei
| Ort                    | Spurweite mm | Länge km | Eröffnung     | Betreiber- gesellschaft      | Artikel                | Bemerkung |
| ---------------------- | ------------ | -------- | ------------- | ---------------------------- | ---------------------- | --------- |
| Bratislava (Pressburg) | 1000         | 45,4     | 27. Aug. 1895 | Dopravný podnik Bratislava   | Straßenbahn Bratislava |           |
| Košice (Kaschau)       | 1435         | 33,7     | 14. Nov. 1891 | Dopravný podnik mesta Košice | Straßenbahn Košice     |           |

### Spanien
| Ort                                | Spurweite mm | Länge km | Eröffnung     | Betreiber- gesellschaft                                | Artikel                     | Bemerkung                                                           |
| ---------------------------------- | ------------ | -------- | ------------- | ------------------------------------------------------ | --------------------------- | ------------------------------------------------------------------- |
| Alicante                           | 1000         | 111,7    | 15. Aug. 2003 | Ferrocarrils de la Generalitat Valenciana (FGV)        | Stadtbahn Alicante          | aus Eisenbahnlinie entstanden, größtenteils als Stadtbahn unterwegs |
| Barcelona                          | 1435         | 31       | 5. Apr. 2004  | Tramvia Metropolità S.A.                               | Straßenbahn Barcelona       | Trambaix                                                            |
| Barcelona                          | 1435         | 31       | 8. Mai 2004   | Tramvia Metropolità S.A.                               | Straßenbahn Barcelona       | Trambesòs                                                           |
| Bilbao                             | 1000         | 7,8      | 18. Dez. 2002 | Euskotren                                              | Straßenbahn Bilbao          |                                                                     |
| Cádiz                              | 1668         | 24       | 26. Okt. 2022 | RENFE                                                  | Tram-Train Cádiz            | Zweisystem-Stadtbahn                                                |
| Granada                            | 1435         | 15,9     | 21. Sep. 2017 | Metro de Granada, S.A.                                 | Stadtbahn Granada           |                                                                     |
| Málaga                             | 1435         | 13,6     | 30. Jul 2014  | Metro de Málaga, S. A.                                 | Metro Málaga                |                                                                     |
| Madrid                             | 1435         | 5,4      | 24. Mai 2007  | Metros Ligeros de Madrid S.A.; Metro Ligero Oeste S.A. | Stadtbahn Madrid            | ML1                                                                 |
| Madrid                             | 1435         | 22,4     | 27. Mai 2007  | Metros Ligeros de Madrid S.A.; Metro Ligero Oeste S.A. | Stadtbahn Madrid            | ML2/ML3                                                             |
| Murcia                             | 1435         | 18       | 29. Apr. 2007 | Tranvía de Murcia S.A.                                 | Straßenbahn Murcia          |                                                                     |
| Parla                              | 1435         | 8,3      | 6. Mai 2007   | Tranvía de Parla, S.A.                                 | Straßenbahn Parla           |                                                                     |
| Santa Cruz de Tenerife / La Laguna | 1435         | 15,1     | 2. Mai 2007   | Metropolitano de Tenerife, S.A. (MTSA)                 | Straßenbahn Teneriffa       |                                                                     |
| Sevilla                            | 1435         | 3,7      | 28. Okt. 2007 | TUSSAM                                                 | Straßenbahn Sevilla         | Oberleitungsloser Abschnitt mit ACR-System                          |
| Sóller                             | 914          | 5        | 11. Okt. 1913 | Ferrocarril de Sóller                                  |                             |                                                                     |
| Valencia                           | 1000         | 50       | 21. Mai 1994  | Ferrocarrils de la Generalitat Valenciana (FGV)        | Metro Valencia              | Hauptnetz                                                           |
| Valencia                           | 1000         | 50       | 17. Mai 2022  | Ferrocarrils de la Generalitat Valenciana (FGV)        | Metro Valencia              | Linie 10                                                            |
| Vitoria-Gasteiz                    | 1000         | 15,9     | 23. Dez. 2008 | Euskotren                                              | Straßenbahn Vitoria-Gasteiz |                                                                     |
| Zaragoza (Saragossa)               | 1435         | 12,8     | 4. Apr. 2011  | SEM Los Tranvías de Zaragoza                           | Straßenbahn Saragossa       |                                                                     |

Straßenbahnen in Spanien

Weitere (ehemalige) Betriebe: Liste von Straßenbahnen in Europa#Spanien

### Tschechien
| Ort                                                    | Spurweite mm | Länge km | Eröffnung     | Betreiber- gesellschaft                          | Artikel                   | Bemerkung                                                       |
| ------------------------------------------------------ | ------------ | -------- | ------------- | ------------------------------------------------ | ------------------------- | --------------------------------------------------------------- |
| Brno (Brünn)                                           | 1435         | 71,1     | 17. Aug. 1869 | Dopravní podnik města Brna, a.s.                 | Straßenbahn Brünn         |                                                                 |
| Liberec (Reichenberg) und Jablonec nad Nisou (Gablonz) | 1435         | 21,5     | 25. Aug. 1897 | Dopravní podnik města Liberce, a.s.              | Straßenbahn Liberec       | einzelne Streckenabschnitte auch meterspurig für Museumsbetrieb |
| Most (Brüx) und Litvínov (Oberleutensdorf)             | 1435         | 18       | 7. Aug. 1901  | Dopravní podnik měst Mostu a Litvínova, a.s.     | Straßenbahn Most–Litvínov | Meterspur bis 24. Mär. 1961, ab 30. Dez. 1957 Normalspur        |
| Olomouc (Olmütz)                                       | 1435         | 16,2     | 1. Apr. 1899  | Dopravní podnik města Olomouce, a.s.             | Straßenbahn Olmütz        |                                                                 |
| Ostrava (Ostrau)                                       | 1435         | 65,7     | 1. Mai 1901   | Dopravní podnik Ostrava a.s.                     | Straßenbahn Ostrava       |                                                                 |
| Plzeň (Pilsen)                                         | 1435         | 21,7     | 29. Juni 1899 | Plzeňské městské dopravní podniky, a.s.          | Straßenbahn Pilsen        |                                                                 |
| Praha (Prag)                                           | 1435         | 147,8    | 23. Sep. 1875 | Dopravní podnik hl. m. Prahy, akciová společnost | Straßenbahn Prag          |                                                                 |

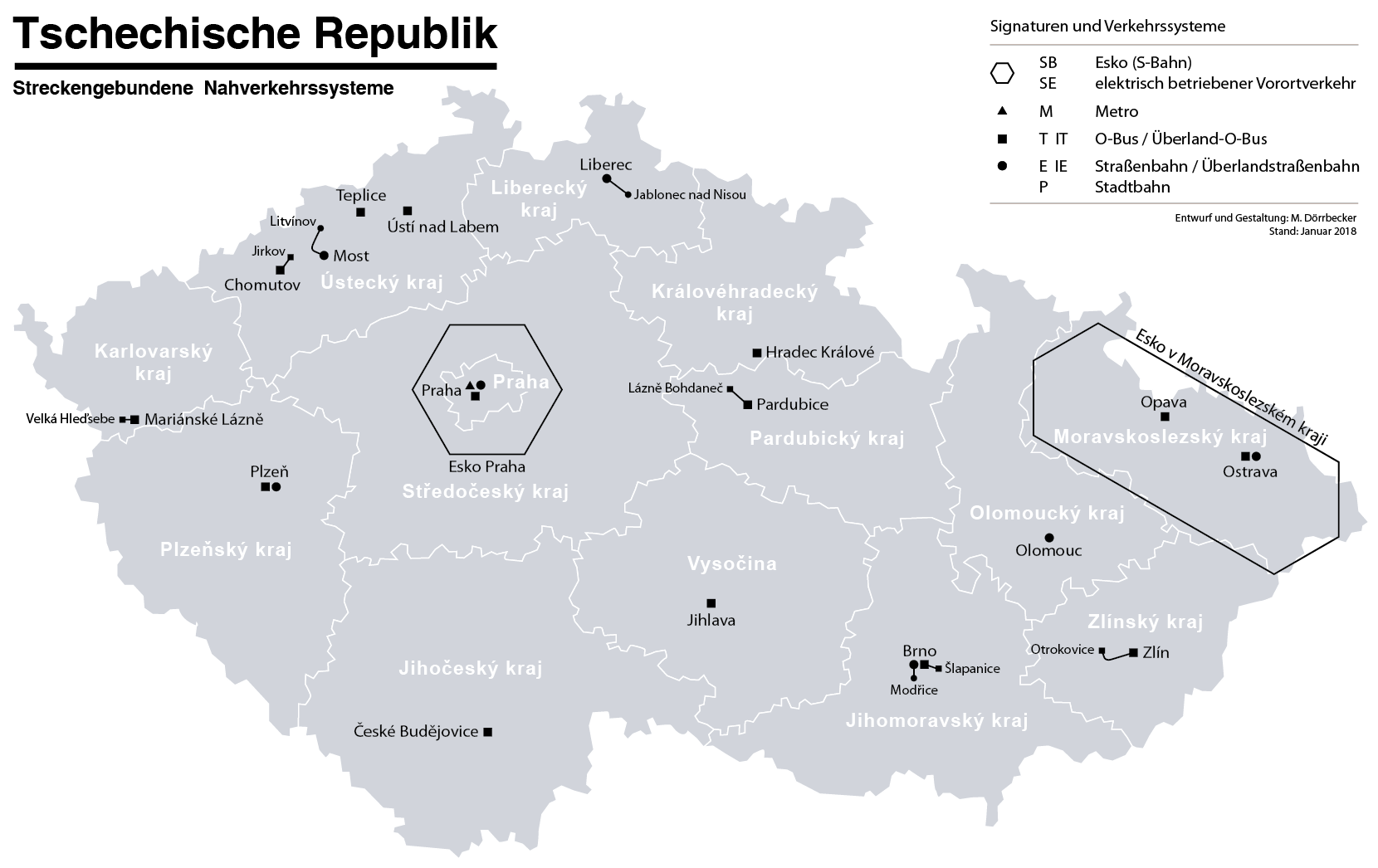
ÖPNV in Tschechien

Weitere ehemalige Betriebe: Liste von Straßenbahnen in Europa#Tschechien

### Ukraine
| Ort            | Spurweite mm | Länge km | Eröffnung     | Betreiber- gesellschaft | Artikel                    | Bemerkung |
| -------------- | ------------ | -------- | ------------- | ----------------------- | -------------------------- | --------- |
| Charkiw        | 1524         | 95       | 24. Sep. 1882 |                         | Straßenbahn Charkiw        |           |
| Dnipro         | 1524         | 82       | 26. Juni 1897 |                         | Straßenbahn Dnipro         |           |
| Donezk         | 1524         | 60       | 15. Juni 1928 |                         |                            |           |
| Druschkiwka    | 1524         | 13       | 5. Dez. 1945  |                         | Straßenbahn Druschkiwka    |           |
| Horliwka       | 1524         | 28,5     | 7. Nov. 1932  |                         |                            |           |
| Jenakijewe     | 1524         | 14,5     | 24. Mai 1932  |                         |                            |           |
| Jewpatorija    | 1000         | 15,5     | 23. Mai 1914  |                         |                            |           |
| Kamjanske      | 1524         | 35       | 27. Nov. 1935 |                         | Straßenbahn Kamjanske      |           |
| Konotop        | 1524         | 17       | 25. Dez. 1949 |                         | Straßenbahn Konotop        |           |
| Krywyj Rih     | 1524         | 56       | 2. Jan. 1935  |                         | Straßenbahn Krywyj Rih     |           |
| Kiew           | 1524         | 98       | 11. Aug. 1891 |                         | Straßenbahn Kiew           |           |
| Lemberg        | 1000         | 36,5     | 5. Mai 1880   |                         | Straßenbahn Lemberg        |           |
| Mariupol       | 1524         | 47,2     | 1. Mai 1933   |                         |                            |           |
| Mykolajiw      | 1524         | 31       | 8. Aug. 1897  |                         |                            |           |
| Odessa         | 1524         | 98       | 20. Juli 1880 |                         | Straßenbahn Odessa         |           |
| Saporischschja | 1524         | 45       | 17. Juli 1932 |                         | Straßenbahn Saporischschja |           |
| Schytomyr      | 1000         | 7        | 3. Sep. 1899  |                         | Straßenbahn Schytomyr      |           |
| Winnyzja       | 1000         | 19,5     | 28. Okt. 1913 |                         | Straßenbahn Winnyzja       |           |

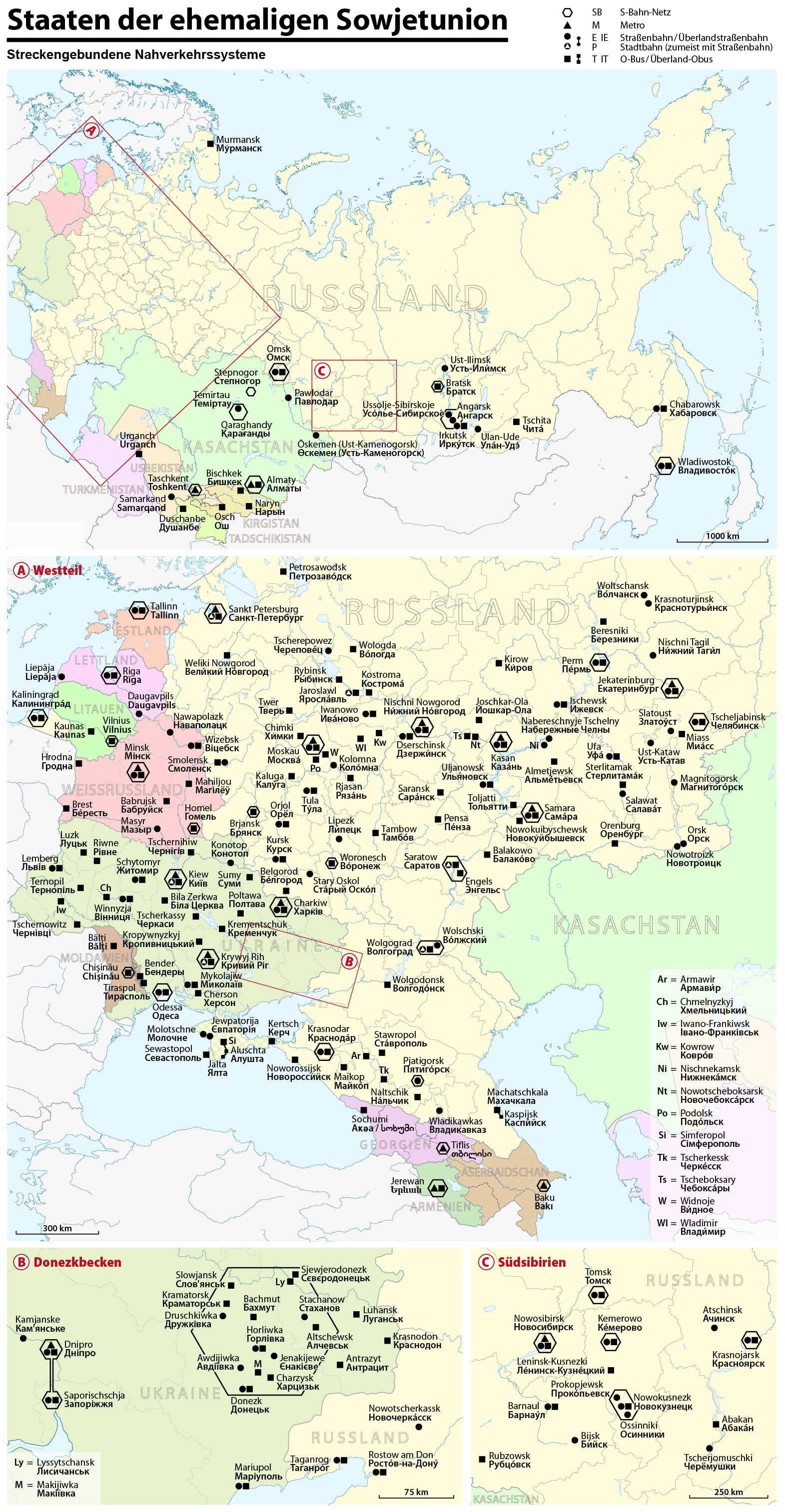
ÖPNV in den Staaten der ehemaligen Sowjetunion

Weitere (ehemalige) Betriebe: Liste von Straßenbahnen in Europa#Ukraine

### Ungarn
| Ort                  | Spurweite mm | Länge km | Eröffnung     | Betreiber- gesellschaft               | Artikel              | Bemerkung |
| -------------------- | ------------ | -------- | ------------- | ------------------------------------- | -------------------- | --------- |
| Budapest             | 1435         | 158,4    | 30. Juli 1866 | BKV Zrt.                              | Straßenbahn Budapest |           |
| Debrecen (Debreczin) | 1435         | 8,8      | 1. Dez. 1908  | Debreceni Közlekedési Vállalat (DKV)  | Straßenbahn Debrecen |           |
| Miskolc              | 1435         | 13,5     | 10. Juli 1897 | Miskolc Városi Közlekedési Zrt. (MVK) | Straßenbahn Miskolc  |           |
| Szeged (Szegedin)    | 1435         | 17       | 15. Mrz. 1911 | Szegedi Közlekedési Társaság (SZKT)   | Straßenbahn Szeged   |           |

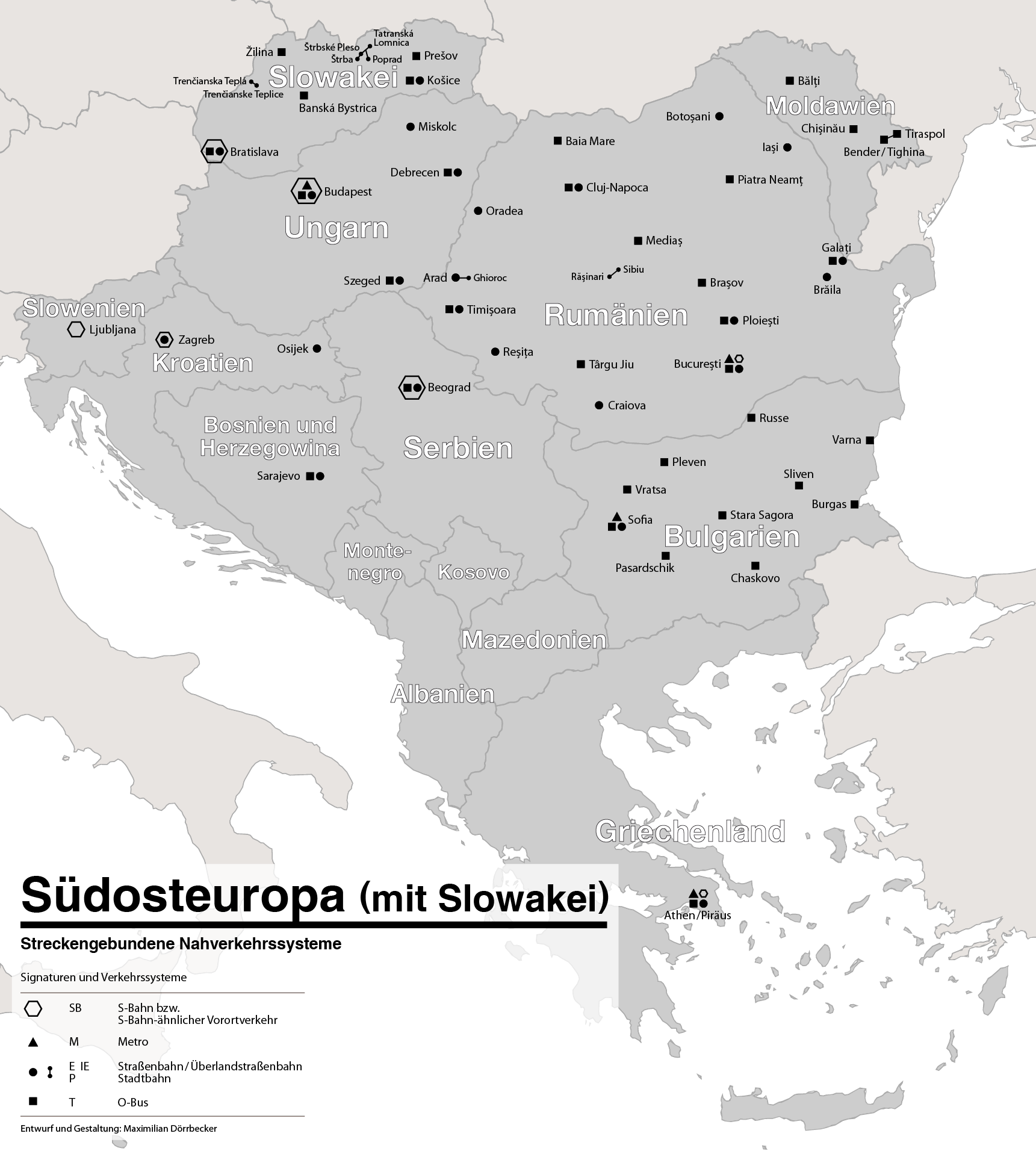
ÖPNV in Südosteuropa

Weitere (ehemalige) Betriebe: Liste von Straßenbahnen in Europa#Ungarn

## Nordamerika

### Kanada
| Ort             | Spurweite mm | Länge km | Eröffnung     | Betreiber- gesellschaft    | Artikel                      | Bemerkung             |
| --------------- | ------------ | -------- | ------------- | -------------------------- | ---------------------------- | --------------------- |
| Calgary         | 1435         | 59,9     | 27. Mai 1981  | Calgary Transit            | C-Train                      | Stadtbahn             |
| Edmonton        | 1435         | 37,3     | 23. Apr. 1978 | Edmonton Transit System    | Edmonton Light Rail Transit  | Stadtbahn             |
| Mississauga     | 1435         | 18       | ab 2024       | Transdev                   | Hurontario-Linie             | Stadtbahn im Bau      |
| Ottawa          | 1435         | 8        | 15. Okt. 2001 | OC Transpo                 | O-Train (Trillium Line)      | Diesel-Stadtbahn      |
| Ottawa          | 1435         | 12,5     | 14. Sep. 2019 | OC Transpo                 | O-Train (Confederation Line) | elektrische Stadtbahn |
| Toronto         | 1495         | 82       | 11. Sep. 1861 | Toronto Transit Commission | Straßenbahn Toronto          |                       |
| Toronto         | 1435         | 19       | ab 2024       | Toronto Transit Commission | Eglinton-Linie               | Stadtbahn im Bau      |
| Toronto         | 1435         | 11       | ab 2024       | Toronto Transit Commission | Finch-West-Linie             | Stadtbahn im Bau      |
| Waterloo Region | 1435         | 19       | 21. Jun. 2019 | GrandLinq                  | Ion rapid transit            | Stadtbahn             |

Weitere (ehemalige) Betriebe: Liste von Straßenbahnen in Amerika#Kanada

### Mexiko
| Ort                             | Spurweite mm | Länge km | Eröffnung     | Betreiber- gesellschaft | Artikel | Bemerkung |
| ------------------------------- | ------------ | -------- | ------------- | ----------------------- | ------- | --------- |
| Ciudad de México (Mexiko-Stadt) | 1435         | 12,8     | 12. Dez. 1857 |                         |         |           |
| Guadalajara                     | 1435         | 25       | 25. Feb. 1989 |                         |         |           |

Weitere (ehemalige) Betriebe: Liste von Straßenbahnen in Amerika#Mexiko

### Vereinigte Staaten

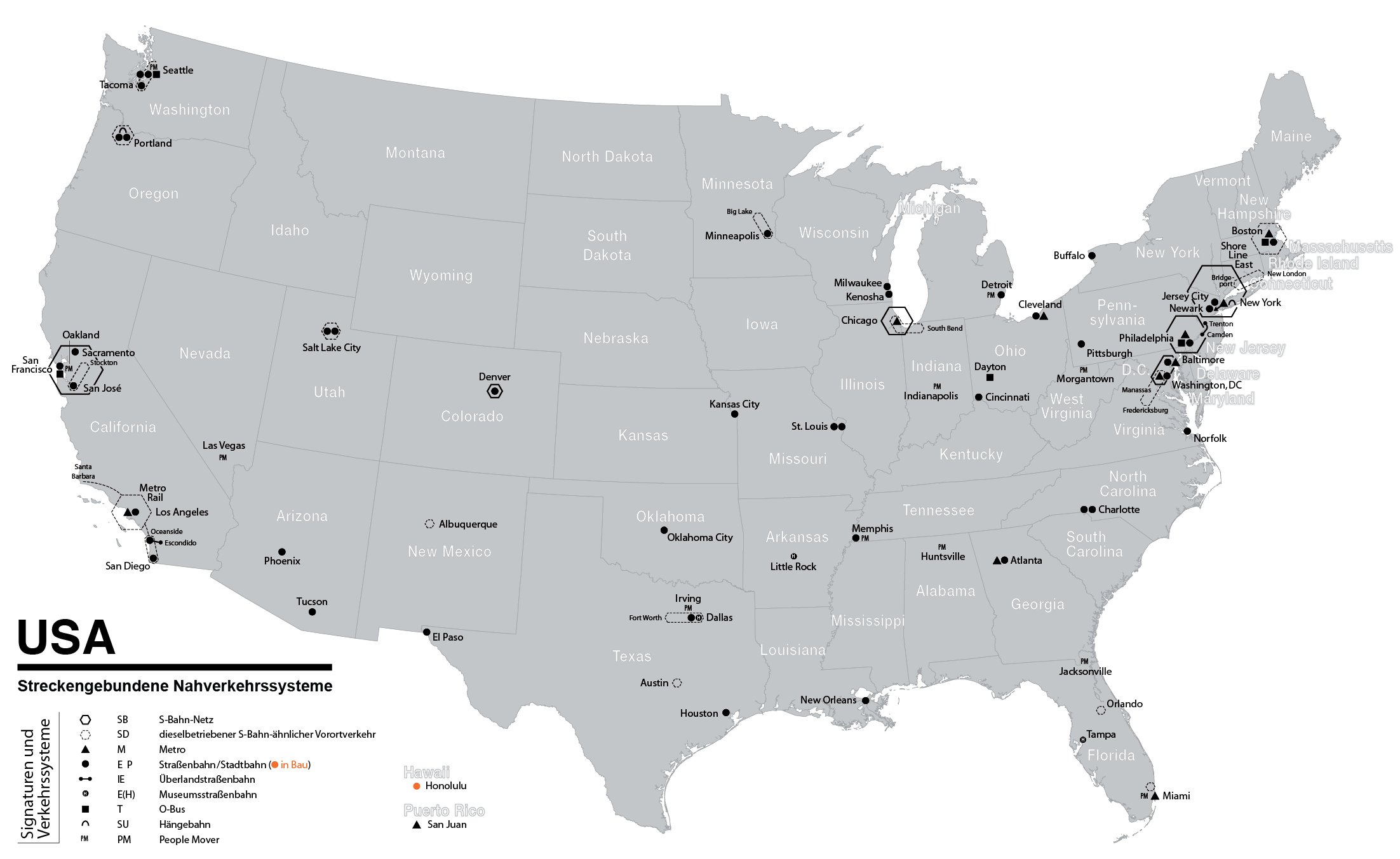
ÖPNV in den USA

| Ort                    | Spurweite mm | Länge km | Antrieb                | Eröffnung       | Betreiber- gesellschaft                            | Artikel                                         | Bemerkung                                                    |
| ---------------------- | ------------ | -------- | ---------------------- | --------------- | -------------------------------------------------- | ----------------------------------------------- | ------------------------------------------------------------ |
| Atlanta                | 1435         | 4,3      |                        | 30. Dez. 2014   |                                                    |                                                 |                                                              |
| Baltimore              | 1435         | 48,3     |                        | 12. Mai 1992    |                                                    |                                                 |                                                              |
| Boston                 | 1435         | 43       |                        | 26. Mrz. 1856   | MBTA                                               | Green Line (MBTA)                               |                                                              |
| Boston                 | 1435         | 4,2      |                        | 26. Aug. 1929   | MBTA                                               | Ashmont–Mattapan High Speed Line                | Strecke nach Milton (Massachusetts)                          |
| Buffalo                | 1435         | 10,3     |                        | 9. Okt. 1984    |                                                    |                                                 |                                                              |
| Camden/Trenton         | 1435         | 50       | Diesel                 | 14. Mrz. 2004   |                                                    | River Line                                      | Tram-Train                                                   |
| Charlotte              | 1435         | 36,4     |                        | 24. Nov. 2007   | CATS                                               | Stadtbahn Charlotte                             | Netz besteht aus einer Stadtbahn- und einer Straßenbahnlinie |
| Cincinnati             | 1435         | 5,8      |                        | 9. Sep. 2016    | SORTA                                              |                                                 | Cincinnati Bell Connector                                    |
| Cleveland              | 1435         | 29       |                        | 26. Juli 1884   |                                                    |                                                 |                                                              |
| Dallas                 | 1435         | 144,2    |                        | 22. Juli 1989   | DART                                               | Stadtbahn Dallas                                |                                                              |
| Dallas                 | 1435         | 4        |                        | 13. Apr. 2015   | DART                                               | Dallas Streetcar                                |                                                              |
| Denver                 | 1435         | 96,5     |                        | 7. Okt. 1994    | RTD Regional Transportation District Denver CO     | Denver Light Rail                               |                                                              |
| Detroit                | 1435         | 5,3      |                        | 12. Mai 2017    | M1-Rail                                            | QLINE Detroit                                   |                                                              |
| El Paso (Texas)        | 1435         | 7,7      |                        | 9. Nov 2018     |                                                    | Straßenbahn El Paso                             |                                                              |
| Houston                | 1435         | 38,3     |                        | 1. Jan. 2004    |                                                    | MetroRail Houston                               |                                                              |
| Jersey City            | 1435         | 33,2     |                        | 15. Apr. 2000   |                                                    | Hudson-Bergen Light Rail                        |                                                              |
| Kansas City (Missouri) | 1435         | 3,5      |                        | 6. Mai 2016     |                                                    | Straßenbahn Kansas City                         | KC Streetcar                                                 |
| Los Angeles            | 1435         | 144,9    |                        | 14. Juli 1990   |                                                    | Metro Los Angeles                               |                                                              |
| Memphis (Tennessee)    | 1435         | 16,1     |                        | 29. April 1993  | MATA                                               | MATA Trolley                                    |                                                              |
| Milwaukee              | 1435         | 3,9      |                        | 2. Nov. 2018    |                                                    |                                                 |                                                              |
| Minneapolis/Saint Paul | 1435         | 37,8     |                        | 26. Juni 2004   | Metro Transit                                      | Metro Light Rail                                |                                                              |
| Newark                 | 1435         | 10       |                        | 26. Mai 1935    |                                                    |                                                 |                                                              |
| New Orleans            | 1435 1587    | 40,3     |                        | 13. Jan. 1835   | RTA New Orleans                                    |                                                 |                                                              |
| Norfolk (Virginia)     | 1435         | 11,9     |                        | 19. August 2011 | Hampton Roads Transit                              | The Tide (Norfolk)                              |                                                              |
| Oklahoma City          | 1435         | 8        |                        | 14. Dez. 2018   | Embark                                             | Straßenbahn Oklahoma City                       |                                                              |
| Philadelphia           | 1581         | 64,6     |                        | 21. Jan. 1858   | Southeastern Pennsylvania Transportation Authority | Subway–Surface Trolley Lines Girard Avenue Line |                                                              |
| Philadelphia           | 1581         | 64,6     | Media–Sharon Hill Line | 21. Jan. 1858   | Southeastern Pennsylvania Transportation Authority |                                                 |                                                              |
| Phoenix                | 1435         | 54       |                        | 27. Dez. 2008   |                                                    | Valley Metro Rail                               |                                                              |
| Tempe (Arizona)        | 1435         | 4,8      |                        | 20. Mai 2022    |                                                    | Straßenbahn Tempe                               | Auch die Stadtbahn Phoenix verkehrt durch Tempe.             |
| Pittsburgh             | 1581         | 42,2     |                        | 6. Aug. 1859    |                                                    | Stadtbahn Pittsburgh                            |                                                              |
| Portland               | 1435         | 107,7    |                        | 5. Sep. 1986    | Trimet                                             | MAX Light Rail                                  |                                                              |
| Portland               | 1435         | 107,7    |                        |                 | Portland Streetcar Inc.                            | Straßenbahn Portland (Oregon)                   |                                                              |
| Sacramento             | 1435         | 69       |                        | 12. Mär. 1987   |                                                    |                                                 |                                                              |
| St. Louis              | 1435         | 74,0 3,5 |                        | 31. Juli 1993   |                                                    | MetroLink (St. Louis)                           | Stadtbahn                                                    |
| St. Louis              | 1435         | 3,5      |                        | 16. Nov. 2018   |                                                    |                                                 | Straßenbahn                                                  |
| Salt Lake City         | 1435         | 75,3     |                        | 4. Dez. 1999    |                                                    |                                                 |                                                              |
| San Diego              | 1435         | 103,5    |                        | 25. Apr. 1981   |                                                    | Straßenbahn San Diego                           |                                                              |
| San Francisco          | 1435         | 117,5    |                        | 4. Juli 1860    | SFMTA                                              | Muni Metro                                      | Siehe auch F Market & Wharves                                |
| San Francisco          | 1067         | 117,5    |                        | 4. Juli 1860    | SFMTA                                              | San Francisco Cable Cars                        | Kabelstraßenbahn                                             |
| San José (Kalifornien) | 1435         | 67,9     |                        | 11. Dez. 1987   | VTA                                                | VTA Light Rail                                  |                                                              |
| Seattle                | 1435         | 2,1      |                        | 12. Dez 2007    | King County Metro                                  | Straßenbahn Seattle                             | South Lake Union Streetcar                                   |
| Seattle                | 1435         | 4,0      |                        | 23. Jan. 2016   | King County Metro                                  | Straßenbahn Seattle                             | First Hill Streetcar                                         |
| Seattle                | 1435         | 52,9     |                        | 22. Aug. 2003   | King County Metro                                  | Stadtbahn Seattle                               | Linie 1                                                      |
| Seattle                | 1435         | 16       |                        | 27. Apr. 2024   | King County Metro                                  | Stadtbahn Seattle                               | Linie 2                                                      |
| Tacoma                 | 1435         | 6,4      |                        | 22. Aug. 2003   |                                                    | Straßenbahn Tacoma                              |                                                              |
| Tampa                  | 1435         | 4,4      |                        | 19. Okt. 2002   | HART                                               | TECO Line Streetcar System                      | vorwiegend touristischer Verkehr                             |
| Tucson                 |              | 6,3      |                        | 25. Juli 2014   |                                                    |                                                 |                                                              |
| Washington, D.C.       | 1435         | 3,9      |                        | 27. Feb. 2016   |                                                    | Straßenbahn Washington, D.C.                    | DC Streetcar                                                 |

Weitere (ehemalige) Betriebe: Liste von Straßenbahnen in Amerika#Vereinigte Staaten von Amerika

## Südamerika

### Argentinien
| Ort          | Spurweite mm | Länge km | Eröffnung     | Betreiber- gesellschaft | Artikel                 | Bemerkung   |
| ------------ | ------------ | -------- | ------------- | ----------------------- | ----------------------- | ----------- |
| Buenos Aires | 1435         | 7,4      | 27. Aug. 1987 | Metrovías               | Premetro (Buenos Aires) | Premetro E2 |
| Mendoza      | 1435         | 17,7     | 8. Okt. 2012  | MetroTranvía Mendoza    | Metrotranvía Mendoza    |             |

Weitere (ehemalige) Betriebe: Liste von Straßenbahnen in Amerika#Argentinien

### Aruba
| Ort        | Spurweite mm | Länge km | Eröffnung     | Betreiber- gesellschaft | Artikel                | Bemerkung |
| ---------- | ------------ | -------- | ------------- | ----------------------- | ---------------------- | --------- |
| Oranjestad | 1435         | 2,7      | 19. Feb. 2013 | Arubus                  | Straßenbahn Oranjestad |           |

Weitere (ehemalige) Betriebe: Liste von Straßenbahnen in Amerika#Aruba

### Bolivien
| Ort        | Spurweite mm | Länge km | Eröffnung     | Betreiber- gesellschaft | Artikel              | Bemerkung               |
| ---------- | ------------ | -------- | ------------- | ----------------------- | -------------------- | ----------------------- |
| Cochabamba | 1435         | 23,4     | 13. Sep. 2022 |                         | Stadtbahn Cochabamba | Weitere Strecken im Bau |

Weitere (ehemalige) Betriebe: Liste von Straßenbahnen in Amerika#Bolivien

### Brasilien
| Ort              | Spurweite mm | Länge km | Eröffnung     | Betreiber- gesellschaft | Artikel                    | Bemerkung               |
| ---------------- | ------------ | -------- | ------------- | ----------------------- | -------------------------- | ----------------------- |
| Campos do Jordão | 1000         |          | 21. Dez. 1924 |                         |                            |                         |
| Itatinga         | 800          |          | Jan. 1958     |                         |                            |                         |
| Rio de Janeiro   | 1100         | 6        | 30. Jan. 1859 |                         | Straßenbahn Santa Teresa   | Historische Straßenbahn |
| Rio de Janeiro   | 1435         | 14,4     | 1. Juli 2016  |                         | Straßenbahn Rio de Janeiro | Moderne Straßenbahn     |
| Santos           | 1435         | 11       | 31. Jan. 2017 |                         |                            |                         |

Weitere (ehemalige) Betriebe: Liste von Straßenbahnen in Amerika#Brasilien

### Ecuador
| Ort    | Spurweite mm | Länge km | Eröffnung    | Betreiber- gesellschaft | Artikel            | Bemerkung |
| ------ | ------------ | -------- | ------------ | ----------------------- | ------------------ | --------- |
| Cuenca | 1435         | 14       | 25. Mai 2020 | Alcaldía de Cuenca      | Straßenbahn Cuenca |           |

Weitere (ehemalige) Betriebe: Liste von Straßenbahnen in Amerika#Ecuador